# That's the Way It Is (musikalbum)
That's the Way It Is är ett musikalbum av den amerikanske sångaren och musikern Elvis Presley, utgivet av RCA Records i stereo (LSP 4445) den 11 november 1970. Det är ett studioalbum men ett blandat sådant, då det utöver åtta studioinspelningar gjorda den 4–8 juni 1970 i RCA:s studio B i Nashville också består av fyra liveinspelningar från International Hotel i Las Vegas den 11 och 12 augusti 1970. Albumet utkom samtidigt som dokumentär- och konsertfilmen Elvis – That's the Way It Is som skildrar Elvis Presleys liveframträdanden på International Hotel. Trots dess namn anses det dock normalt inte vara ett soundtrack till filmen, eftersom bara en tredjedel av låtarna utgörs av liveversioner.
Albumet handlar i första hand om kärlek och innehåller många av de stora balladerna från inspelningssessionen i juni, med Elvis som gör cover på bland annat "Bridge Over Troubled Water", "You Don't Have to Say You Love Me" och i en liveversion, "You've Lost That Lovin' Feelin'". Albumet innehåller även originalinspelningar som "The Next Step Is Love" och "Patch It Up". 
När albumet släpptes fick det ljumma recensioner i pressen. Flera rockkritiker uppskattade inte att Elvis ändrade inriktning mot mer vuxenpopmusik. Med tiden har dock synen på albumet förändrats och kommit att betraktas som ett av Elvis Presleys bästa och mesta sammanhållna album. Det placerade sig som bäst på plats 21 på amerikanska albumlistan Billboard 200. I Elvis Presleys hemland sålde det guld och med tiden även platina – en miljon exemplar. Tre singlar kom att släppas från albumet. Den första utkom i juli 1970 och bestod av studioversionerna av "I've Lost You" och "The Next Step Is Love" – en singel som i USA sålde i nästan 750 000 exemplar och nådde 32:a plats på Billboard Hot 100-listan. Den nådde 9:e plats på singellistan i Storbritannien. I oktober samma år gavs "You Don't Have to Say You Love Me" ut tillsammans med rocklåten "Patch It Up". Singeln kom i USA att säljas i drygt 800 000 exemplar och nå plats 11 på singellistan, medan den nådde 16:e plats på singellistan i Storbritannien. I Europa utgavs i november 1971 "I Just Can't Help Believin'" tillsammans med "How the Web Was Woven" på singel, vilken i Sverige nådde 3:e plats på Tio i topp.

## Bakgrund och koncept

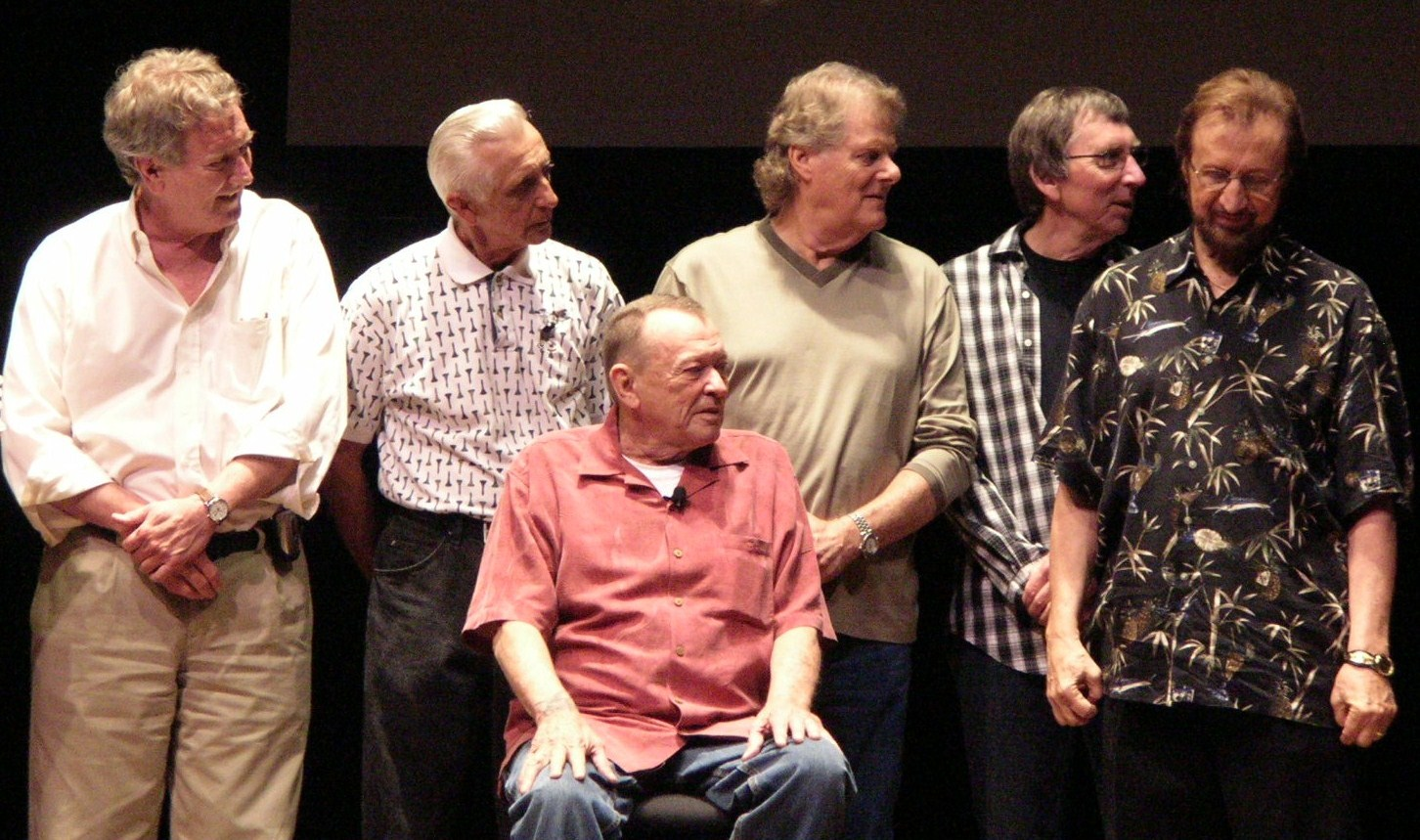
Chips Moman (sittande) och studiomusikerna The Memphis Boys från American Sound Studio. Stående från vänster: Mike Leech (bas), Gene Chrisman (trummor), Reggie Young (gitarr), Bobby Emmons (orgel), Bobby Wood (piano). Bilden togs år 2009, i samband med att de erhöll en utmärkelse för tillkomsten av Elvis Presleys Billboard-etta Suspicious Minds.

I januari och februari 1969 hade Elvis Presley spelat in på American Sound Studio i Memphis under ledning av producenten Chips Moman. Detta hade resulterat i flera singlar som fick framgång på topplistorna och bland dessa fanns "Suspicious Minds" som blev Elvis första singel på sju år att toppa Billboard Hot 100-listan i USA. Memphis-sessionen resulterade också i albumen From Elvis in Memphis, ett av hans bästa och mest kritikerrosade, och Back in Memphis, den andra skivan på dubbelalbumet From Memphis to Vegas/From Vegas to Memphis.

I juni 1970, efter att ha spelat in i studio i Nashville, åkte Elvis Presley hem till Memphis för att vila upp sig inför sin kommande tredje Las Vegas-säsong i augusti och september. Samtidigt förberedde hans manager, Tom Parker, en dokumentärfilm, Elvis – That's the Way It Is (som skulle regisseras av Denis Sanders). Efter en månads vila började Elvis och hans kompband de mer än tre veckor långa repetitionerna inför öppningen i Las Vegas och den dokumentär som skulle filmas i anslutning till denna. 

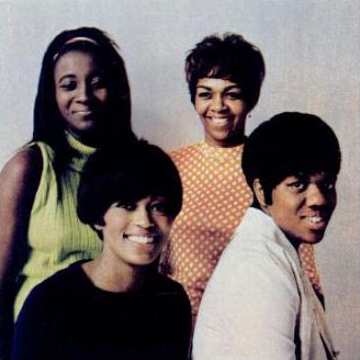
"The Sweet Inspirations" (1967), som utgjorde den kvinnliga bakgrundskören under Elvis konsertframträdanden 1969–1977. Från vänster till höger räknat: Sylvia Shemwell, Cissy Houston, Myrna Smith och Estelle Brown. Cissy Houston var bara med 1969, och när hon lämnade togs hennes roll att sjunga de riktigt höga partierna över först av Millie Kirkham och därefter, från och med den 17 augusti 1970, av Kathy Westmoreland.

Man inledde den 14 juli 1970 med några dagars filmade repetitioner i MGM studios i Culver City i Los Angeles County i Kalifornien. Från och med den 23 juli fortsatte repetitionerna under en veckas tid i RCA Studios på Sunset Boulevard i Hollywood. Kompbandet bestod av Elvis liveband, det så kallade TCB-bandet, med James Burton på sologitarr, John Wilkinson på kompgitarr, Glen D. Hardin på piano, Jerry Scheff på elbas, Charlie Hodge på sång och gitarr, samt på trummor Ronnie Tutt, som hade återkommit till bandet efter att tillfälligt ha ersatts av Bob Lanning under den andra Las Vegas-säsongen, januari–februari 1970. Allt som allt repeterade Elvis och bandet fler än sextio låtar, varav fler än tjugo var från den studioinspelningssession som hade hållits i juni.
Den 1 augusti lämnade Elvis Los Angeles, och den 4–6 augusti fortsatte repetitionerna på Convention Center på International Hotel i Las Vegas. Utöver TCB-bandet anslöt då bakgrundssångarna i "The Imperials" och i "The Sweet Inspirations" samt Millie Kirkham som sjöng de riktigt höga tonerna. Filmteamet fortsatte att filma. Den 7–10 augusti flyttade repetitionerna över till huvudscenen i "Showroom" och då anslöt också den nye orkesterledaren Joe Guercio med sin orkester. Showen öppnade med en föreställning den 10 augusti och därefter hölls två föreställningar varje dag under fyra veckors tid till och med den 7 september. Premiärkvällen den 10 augusti filmades och man fortsatte att filma till och med den 13 augusti. Även skivbolaget RCA spelade in de sex första konserterna den 10–13 augusti. På alla sex konserter inledde Elvis med "That's All Right" och avslutade med "Can't Help Falling in Love". "Love Me Tender", "Polk Salad Annie", "You've Lost That Lovin' Feelin'" och "Bridge Over Troubled Water" var också med alla gånger, medan övriga låtar varierade mellan konserterna. Enbart de fyra livespåren som återfinns på That's the Way It Is kom att ges ut under Elvis livstid.

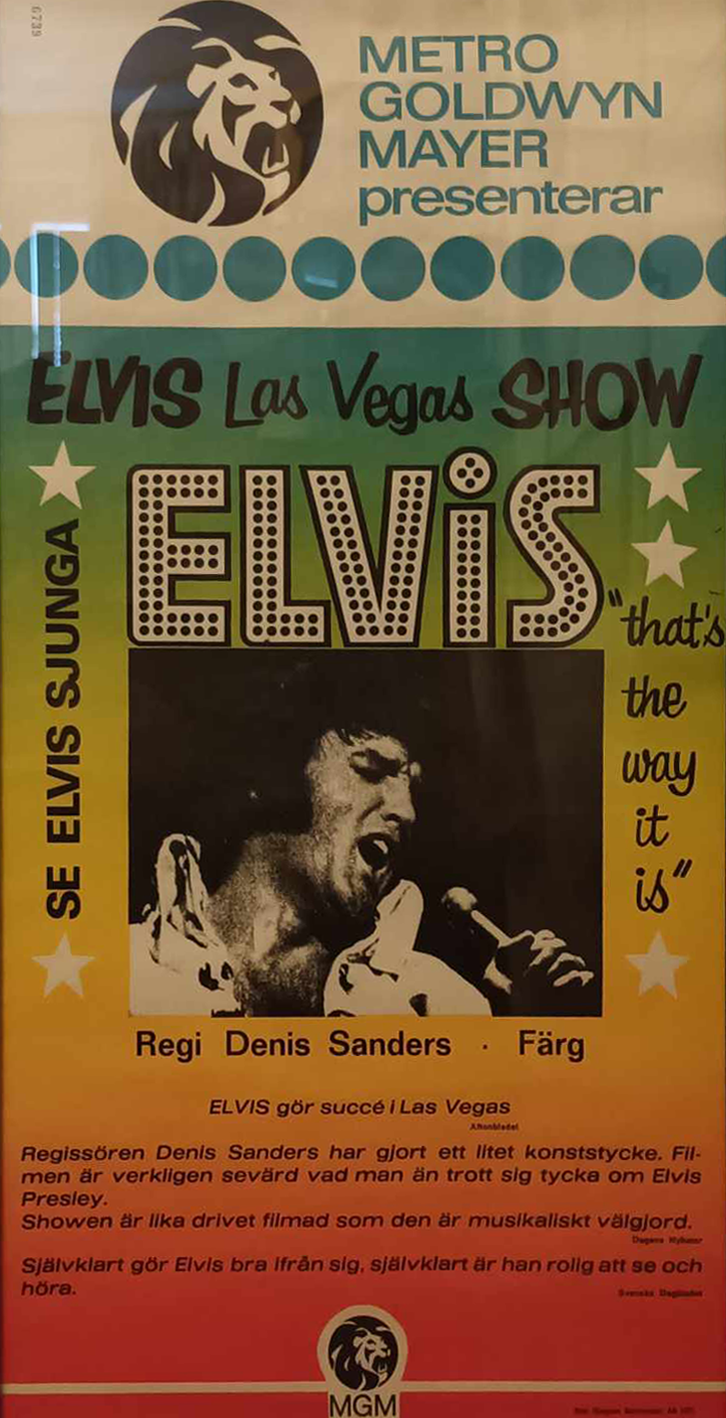
En svensk filmaffisch för Elvis – That's The Way It Is.

För att åtfölja dokumentärfilmen sammansattes ett studioalbum som fick samma titel, That's the Way It Is. Trots albumets titel var det inte att betrakta som ett officiellt soundtrack till konsertfilmen. Albumet bestod av cover samt nya originallåtar, totalt 12 spår. Majoriteten av innehållet, åtta låtar, skapades i en inspelningsstudio i juni samma år medan fyra var från Las Vegas-showen, men endast två i samma version som förekom i filmen. Fastän många av låtarna på That's the Way It Is var cover kom Elvis som regel att tolka dem på ett nytt sätt och därmed göra dem till sina egna.

## Studioinspelningarna

### Kompbandet
Elvis Presley kom (av främst politiska skäl) inte att återvända till American Sound Studio i Memphis, utan valde att nästa gång spela in i Nashville. Det hade gått två och ett halvt år sedan han hade spelat in där senast, när han återvände dit för en mastodontsession som skulle komma att utgöra grunden för tre album och en handfull singlar. Inspelningarna skedde under fem dagar och nätter från kvällen den 4 juni till morgonen den 9 juni 1970 i RCA:s studio B i Nashville under ledning av producenten Felton Jarvis. Man började omkring klockan 18.00 varje kväll och höll på fram till gryningen nästföljande dag.

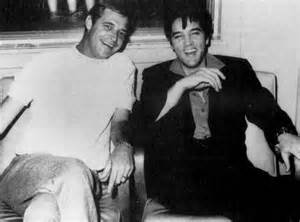
Producenten Felton Jarvis (till vänster) och Elvis Presley i RCA Studio B den 10 september 1967 under "Guitar Man"-sessionen.

Felton Jarvis visste att inspelningssessionerna med Chips Moman i Memphis hade varit framgångsrikt, och han ville åstadkomma något minst lika bra. Han hade därför beslutat sig för att sätta samman ett nytt studioband genom att plocka in sina egna musiker. Från Elvis tidigare inspelningstillfällen saknades gitarristen Scotty Moore, trummisarna D. J. Fontana och Buddy Harman, pianisten Floyd Cramer, basisten Bob Moore och sånggruppen The Jordanaires. Enbart multiinstrumentalisten Charlie McCoy och gitarristen Chip Young återstod från den tidigare formeringen. Den nya uppsättningen bestod av studiomusiker från den ursprungliga "Muscle Shoals Rhythm Section", som Jarvis först hade arbetat med 1962. Det var Jarvis som hade uppmuntrat dem att komma till Nashville och givit dem arbete direkt efter att han själv hade anlänt till staden. Det var toppmusiker som Norbert Putnam på bas och Jerry Carrigan på trummor, vilka inte hade arbetat med Elvis tidigare, och David Briggs på piano, alla tre från den ursprungliga "Muscle Shoals Rhythm Section". Utöver de tre och Charlie McCoy (främst på munspel) och Chip Young var också gitarristen James Burton från Elvis liveband med på sessionen, liksom Elvis vän Charlie Hodge, främst på sång.

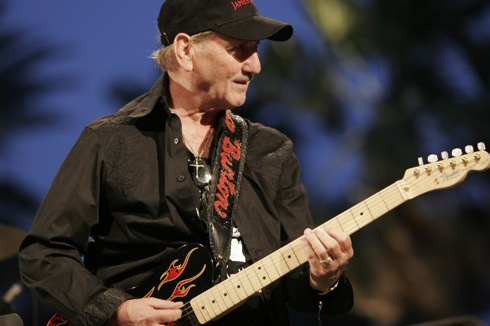
James Burton (2009) som spelade sologitarr på Nashvilleinspelningarna i juni 1970 och också ingick i Elvis liveband.

Nashvillestudions kompband kunde i flera avseenden mäta sig med bandet från American Sound Studio. Båda var "white soul"-band, och kärnan i Nashvillebandet var den berömda "Muscle Shoals Rhythm Section" som hade spelat på ett flertal countryhitlåtar samtidigt som American Sound-bandet skördat sina framgångar. Båda banden hade en stark förankring i countrymusiken. Det fanns tydliga skillnader mellan dem – särskilt i ljudet från bas och trummor – men det som gjorde dem så idealiska för Elvis var deras förmåga att omedelbart kunna anpassa sig till och replikera på Elvis begäran, och åstadkomma de ljud som han hörde i sitt inre. Med James Burton som sologitarrist var det ett band som kunde hänga med Elvis i allt vad han valde att göra; musiker som var lika kompetenta som American Sound-bandet att i ögonblicket kunna fånga Elvis sinnesstämning.
American Sound-gruppens musik var generellt sett stramare än Nashvillegruppens, vilket till stor del berodde på att Chips Moman gjorde så många ytterligare pålägg. Sologitarristen på American Sound, Reggie Young, spelade gitarr med betoning på soulmusikens krav på rytm, medan sologitarristen James Burtons solon kom direkt från rock'n'rollen. American Sound-bandet dubblerade på klaviatur (Bobby Wood på piano, Bobby Emmons på orgel) medan Nashvillebandet dubblerade på gitarr (James Burton och Chip Young).

### Studions utrustning

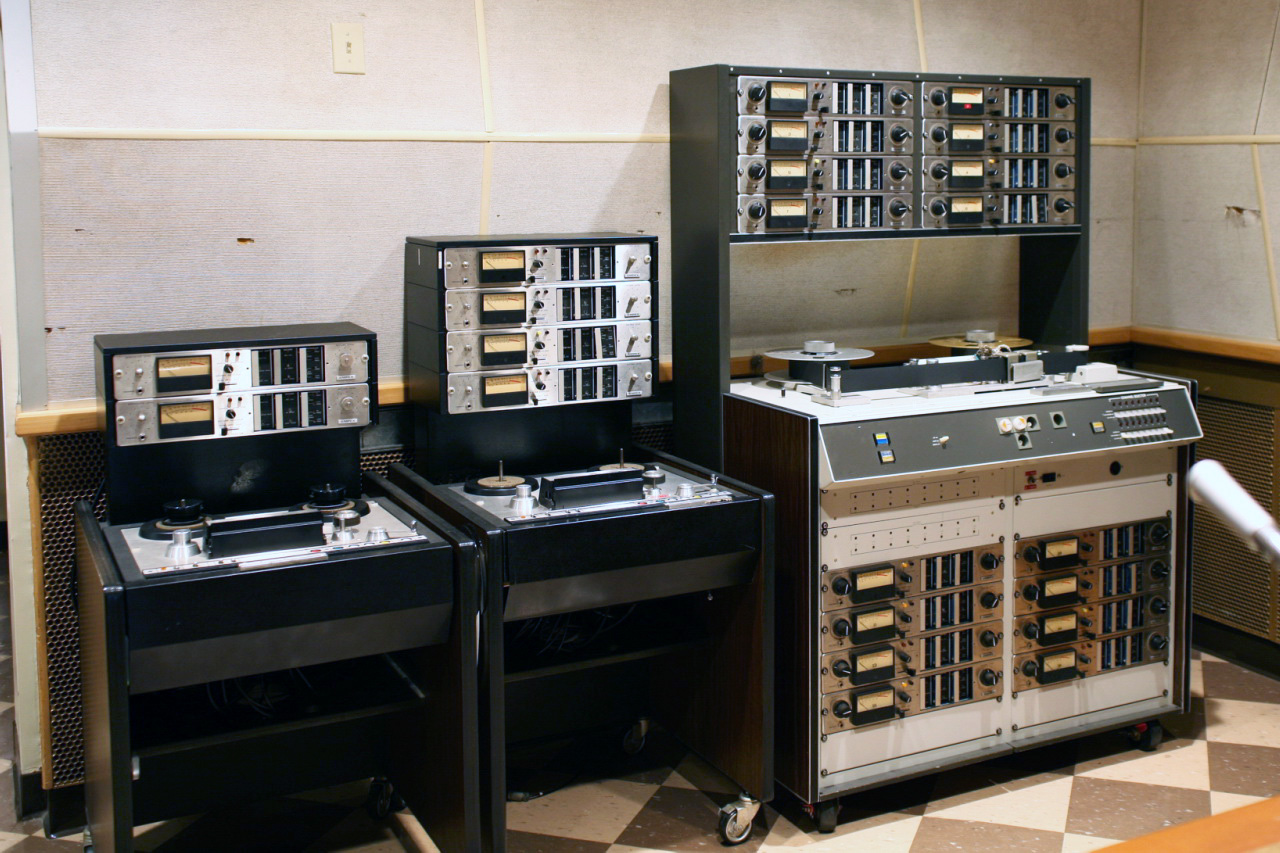
Inspelningsutrustningen på RCA Studio B. Från vänster Ampex AG-440-2, AG-440-4 och MM1000 – deras 2-kanals- och 4-kanals-, respektive 16-kanalssystem.

Sedan förra gången Elvis Presley hade spelat in i Nashvilles Studio B, 30 månader tidigare, hade studion uppgraderats från ett 4-kanals- till ett 16-kanalssystem. Även om studion i Nashville var uppsatt på samma sätt som den i Memphis – med bara Elvis och ett kompband – skilde sig ljudet och känslan i den nya Nashvillestudion avsevärt från det som skapades hos Chips Moman. I Memphis hade bandet spelat in det grundläggande komparrangemanget på tre spår, och lämnat komplicerade reparationer och pålägg till senare. Inställningen av mikrofonerna i American Sound Studio, kombinerat med studions ljudegenskaper och Momans distinkta användning av reverb (efterklang), gav även de mer alldagliga låtarna en funkig stil. Utrustningen i Nashvilles Studio B gjorde å andra sidan tio spår tillgängliga för den första inspelningen, vilket lämnade sex öppna för pålägg och mycket större potential för separation av instrument och sång. Med denna nya sextonspårsteknologi kom både fördelar och nackdelar. Rummets atmosfär och omedelbarhet behövde minimeras, men studioteknikerna hade större flexibilitet när det gällde att lägga till (eller plocka bort) effekter i efterhand, och det fanns inget större behov av att lägga mycket tid på att placera mikrofonerna för att uppnå precis rätt ljudmix vid själva inspelningen. Samtidigt riskerade detta att en stor del av känslan av att spela in live kunde gå förlorad.

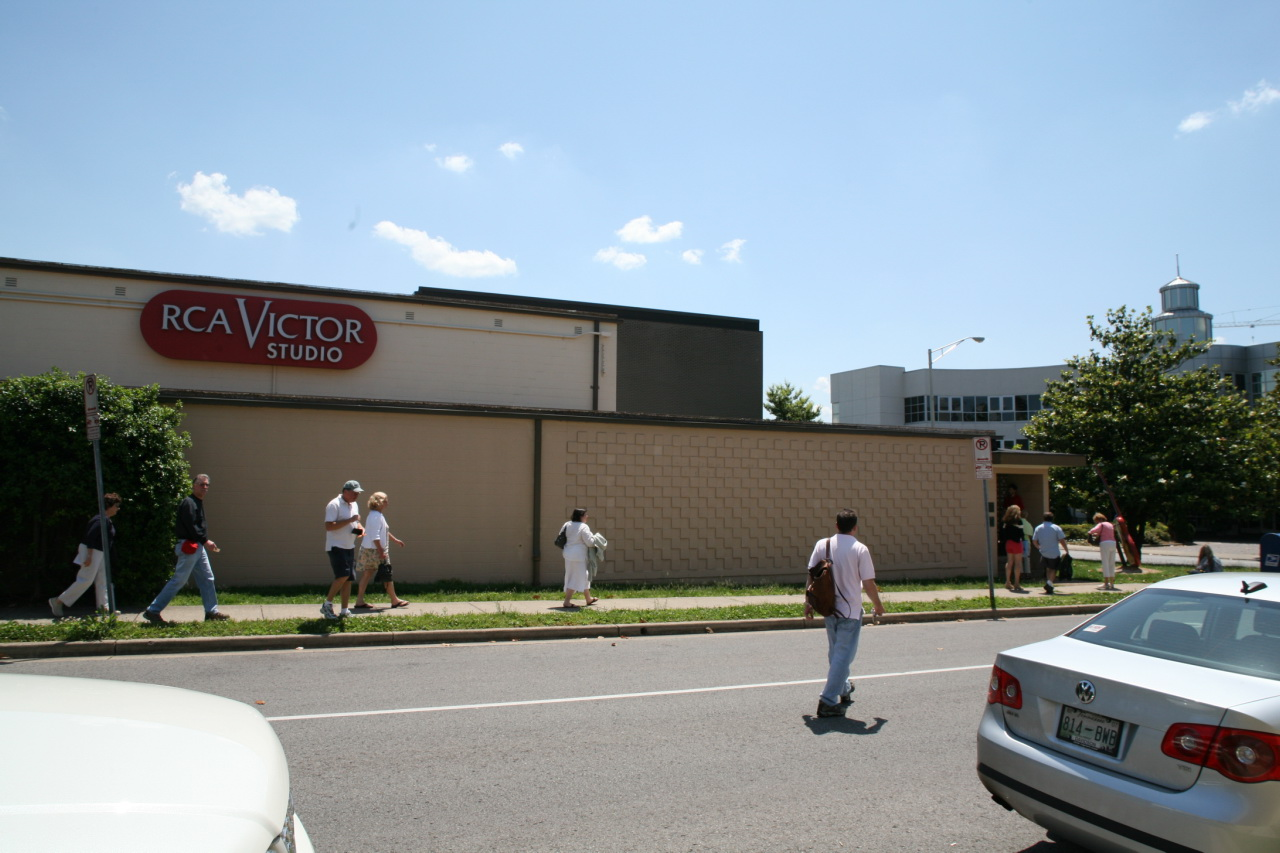
RCA Studio B utifrån.

Inspelningarna i Memphis året innan hade skett på ett annat sätt än vad Elvis var van vid, ofta med noggrant utarbetade arrangemang där luckor lämnades för att kunna fyllas med musik i efterhand. I Nashville återvände Elvis till det sätt som han alltid hade spelat in på tidigare, där de utarbetade arrangemangen under inspelningens gång och blandade nyligen skrivet material med låtar som ibland var tiotals år gamla. Fortfarande skulle pålägg eller överdubbning ske i efterhand – mängder av det i många låtar, däribland med stränginstrument, horn och träblås. Den större skillnaden i den färdiga produkten var det övergripande soundet. Mastrarna från Memphisinspelningarna var stämningsfulla, rika och grundligt genomarbetade, medan de från Nashvilleinspelningarna var ljusa, med tydliga ljud från virveltrummorna och från anslaget på de akustiska gitarrsträngarna – med en känsla av att ha inspelats live. Det totala ljudet skulle komma att spegla det som Elvis hade satt samman på sina scenföreställningar under det senaste året – mer dramatiskt och teatraliskt än tidigare – men fortfarande var det en sammanslagning av country, rock'n'roll, pop och gospel på ett sätt olikt någon annan.

### Inspelningssessionen den 4–9 juni 1970

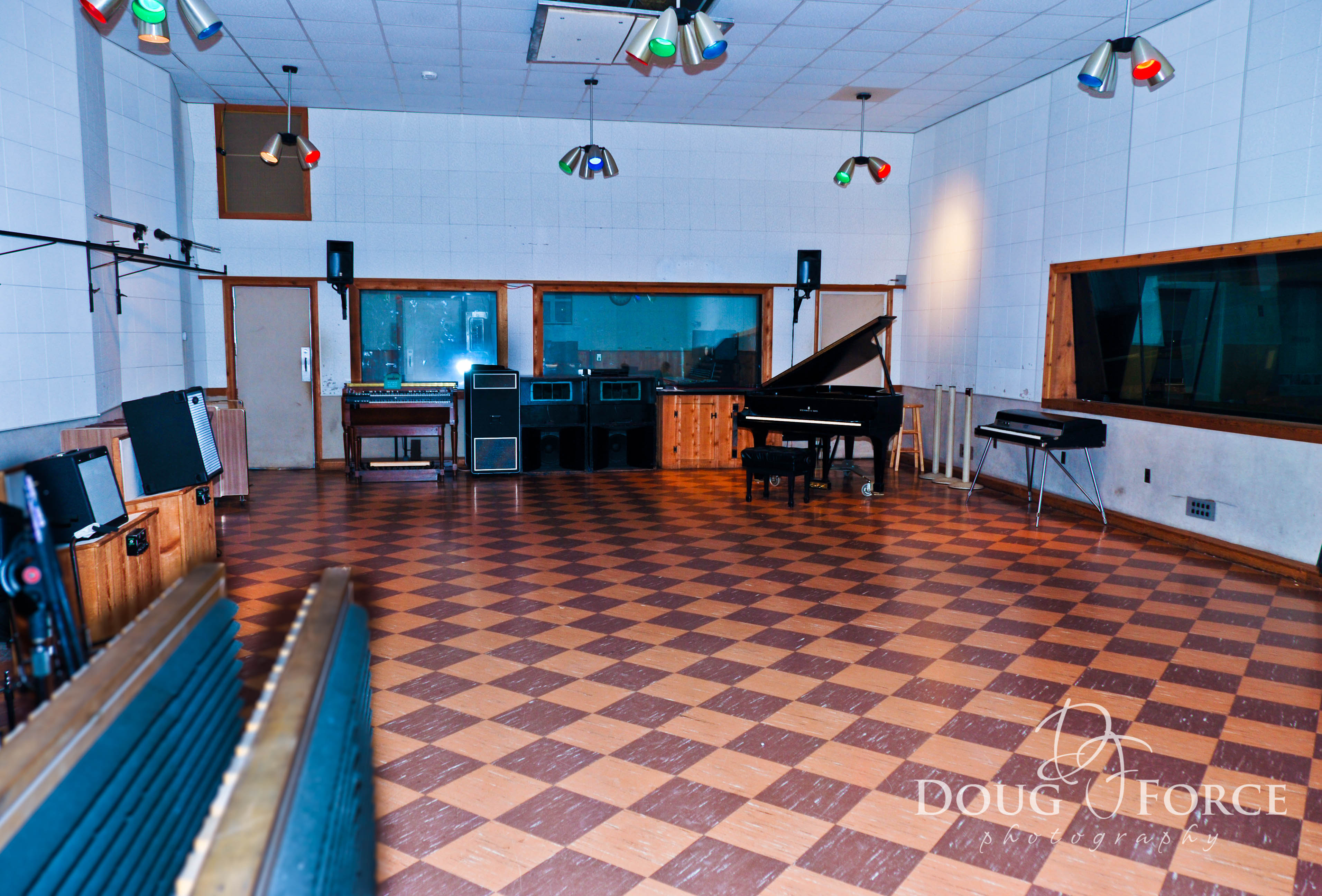
RCA Studio B, inspelningsrummet.

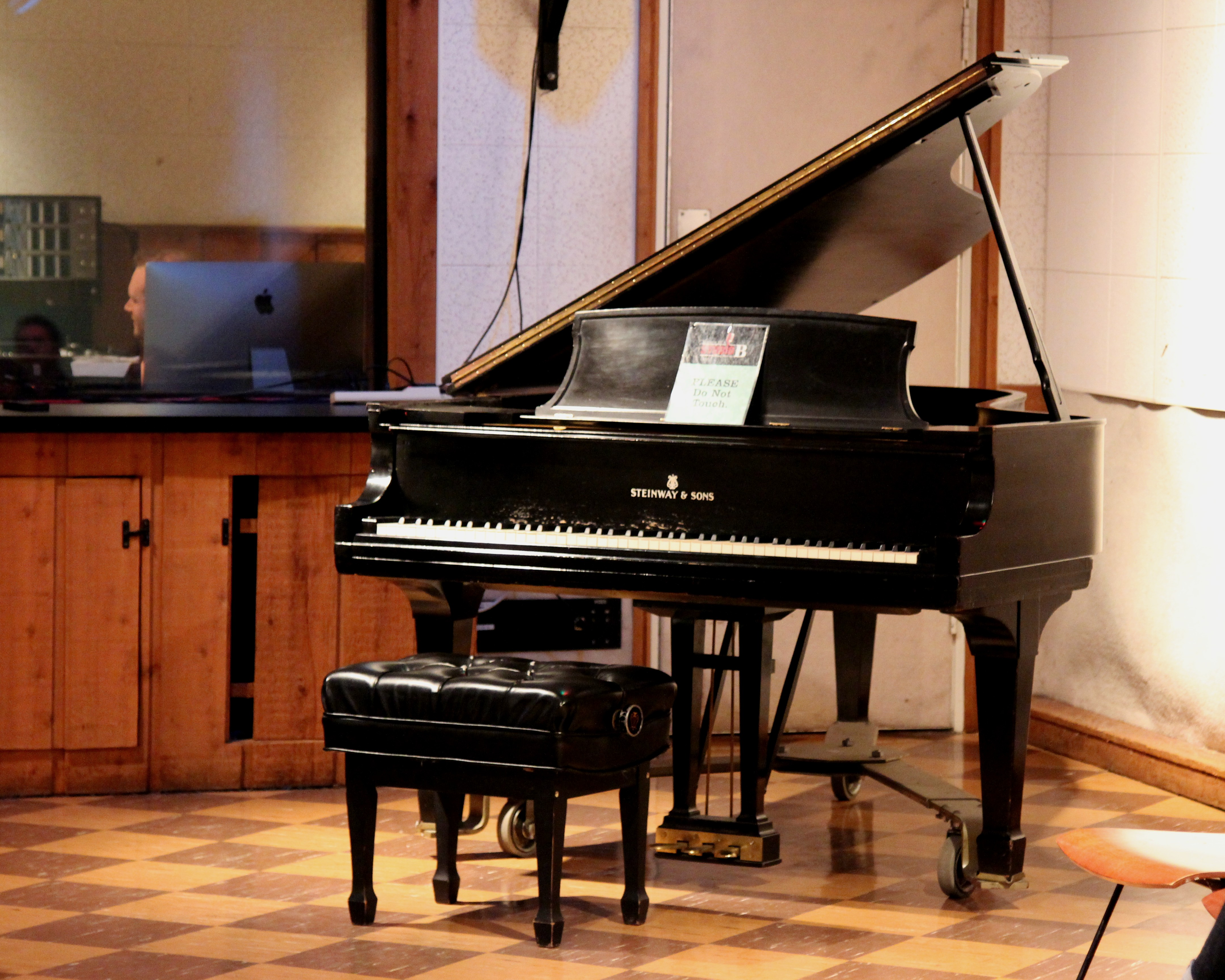
Den flygel i RCA Studio B som David Briggs spelade på och som ibland Elvis Presley själv spelade på.

På bara fem nätter kom Elvis Presley att spela in hela trettiofem mastrar. Detta skulle visa sig bli Elvis mest produktiva inspelningssession någonsin. Musikkritikern och Elvisbiografen Peter Guralnick och Ernst Jørgensen, menar i sin gemensamma bok om Elvis Presley att det i kvalitet utmanade materialet från American Sound Studio men att det inte var av riktigt samma kvalitet. Mycket av det inspelade materialet från den produktiva inspelningssessionen kom att ingå i de tre albumen That's the Way It Is, Elvis Country (I'm 10,000 Years Old) och Love Letters from Elvis, och ge upphov till ett antal singlar, av vilka ingen dock var lika framgångsrik i USA som de från Memphissessionerna året innan.
"Hill and Range" var det musikförlag som hanterade Elvis musik. Låtskrivare fick normalt dela de inkomster som deras låtar genererade med ett musikförlag, och "Hill and Range" tog som regel hälften, så att låtskrivarens andel var 50 procent och förläggarens andel 50 procent. I förlagets avtal med Elvis delades i sin tur denna förlagsavgift så att Elvis och hans manager Tom Parker fick 50 procent och förlaget 50 procent på alla "Hill and Range"-sånger som Elvis spelade in. Utöver detta förväntades låtskrivaren också skriva över en del av upphovsrätten till Elvis (och indirekt även till Parker) i utbyte mot att Elvis spelade in dennes låt, och denna del brukade vara 1/3 (33 procent) eller hälften (50 procent) av låtskrivarens andel. Denna princip, som alls inte var ovanlig tidigare, var också framgångsrik i början av Elvis karriär. Men med tiden, efter hand som allt fler artister skrev sin egen musik, vägrade många av de mest begåvade låtskrivarna att skriva över delar av rättigheterna till Elvis, vilket kom att hämma Elvis karriär.
Författaren Susan Doll menar därför att albumet That's the Way It Is kan ha varit det sista som grundligt utforskade Elvis talang som passionerad balladsångare och innerlig förmedlare av kärlek och saknad, just genom svårigheten att få fram tillräckligt bra material att spela in. Även om Elvis inte förbjöds att spela in andra låtar förväntade sig Parker, "Hill and Range" och RCA att han i första hand skulle spela in de låtar som "Hill and Range" ägde rättigheterna till. Många av Elvis album begränsades därmed till en samling av överblivna spår, restmaterial och en och annan ny låt.
Detta märktes också på denna inspelningssession, där Freddy Bienstock och Lamar Fike, vilka båda hade till uppgift att för "Hill and Ranges" räkning förse Elvis med sånger att spela in, mot slutet av den tredje dagen började få slut på material som var tillräckligt bra för att Elvis skulle vilja spela in det. Därför blev det en plötslig ändring i inriktning på den fjärde inspelningsdagen, den 7–8 juni, eftersom Elvis i stället tog sig an äldre countrymusik. Det som var en nästan oavsiktlig förändring av det inspelade materialet skulle komma att utgöra merparten av de sånger som blev till ett rent countryalbum – Elvis Country. För att få tillräckligt många countrylåtar för ett helt album, spelade man in ytterligare fyra låtar den 22 september.
Efter att inspelningarna var över inledde Felton Jarvis arbetet med att lägga på stråkar, horn och bakgrundssång för att fullborda ljudbilden. Med sexton spår var möjligheterna nästan obegränsade, och man anlitade Nashvillearrangörerna Bergen White, Cam Mullins och Don Tweedy för att tillsammans med musikerna David Briggs och Norbert Putnam fullborda jobbet. Vart och ett av de tre albumen, som mestadels bestod av material från denna inspelningssession, fick sitt eget unika sound, huvudsakligen på grund av de olika arrangemangen och val av instrument som brukades i de senare påläggen. That's the Way It Is skulle kunna betecknas som Elvis brittiska album, eftersom sex av de tolv låtarna har kopplingar till Storbritannien. Författaren till böcker om pop- och rockmusik, Spencer Leigh, anser att musikförläggaren Freddy Bienstock (som var en av de två som för "Hill and Ranges" räkning försåg Elvis med sånger till inspelningen) förmodligen hade lättare att förmå brittiska än amerikanska låtskrivare att ge upp hälften av sina rättigheter i utbyte mot att Elvis spelade in deras musik.
"Twenty Days and Twenty Nights" var den första låt som spelades in i RCA Studio B i Nashville, Tennessee, den 4 juni 1970. Efter nio tagningar, med flera som avbröts alldeles i början, hade man en master. Den andra inspelningsdagen i studio, den 5–6 juni, spelade man in sju mastrar och som första låt "Bridge Over Troubled Water" i åtta tagningar. Uppenbarligen var Elvis inte fullt nöjd med sin sånginsats och ersatte därför helt sin ursprungliga sång den 23 juni. Låten skrevs av Paul Simon, och när den släpptes fem månader tidigare kom han och "Art Garfunkel" så småningom att toppa Billboard-listan i sex veckor med den. Med tanke på Simon and Garfunkels framgång var det vågat av Elvis att spela in en egen version, men – som inledningen av hans karriär under 1950-talet redan hade visat – hade Elvis, så länge som han kände att han hade något att bidra till en låt, inga problem med att ta sig an och göra en cover på en redan existerande inspelning. Paul Simons "Bridge Over Troubled Water" erbjöd just den typ av sångutmaning som Elvis hade svårt att motstå. Den unge Muscle Shoals-pianisten David Briggs, som hade debuterat med Elvis på "Love Letters" 1966, visade vägen via ett vackert pianoackompanjemang när Elvis levererade en kraftfull tolkning som var både trogen originalet och djupt personlig. "How the Web Was Woven" tillkom genom tre kompletta tagningar. "Stranger in the Crowd" skrevs av Winfield Scott till Elvis, och det var "Hill and Range"-chefen Julian Aberbach som själv hade ordnat fram låten. Elvis spelade in den som femte låt den andra inspelningsdagen i nio tagningar där endast den nionde var fullständig.
Elvis spelade in "You Don't Have to Say You Love Me" som tredje låt under den tredje inspelningsdagen den 6–7 juni i RCA Studio B i Nashville. Efter tagning två föreslog producenten Felton Jarvis att den måhända kunde duga, men Elvis ville fortsätta med ytterligare en tagning; med sin sånginsats på den tredje och sista tagningen var Elvis nöjd. Elvis spelade in "Just Pretend" i tre tagningar efter att han hade spelat in "You Don't Have to Say You Love Me". "Mary In the Morning" spelade Elvis in i fem tagningar som sista låt på morgonen den 6 juni. Den 7–8 augusti, under den fjärde inspelningsdagen som mest bestod av countrylåtar, spelade man som femte låt för dagen in "The Next Step Is Love". Efter elva tagningar, varav tre var kompletta, hade man en master. På sista dagens studioinspelningar, på morgonen den 9 juni 1970, spelade Elvis som sista låt in Eddie Rabbitts och Rory Bourkes intensiva rocklåt "Patch It Up" i nio tagningar, där tagning 8 blev master. Nedtecknaren av Elvis inspelningar, Ernst Jørgensen, bedömer att Elvis kunde ha fortsatt att spela in hela veckan, om bara materialet hade funnits där.

## Komposition och stil

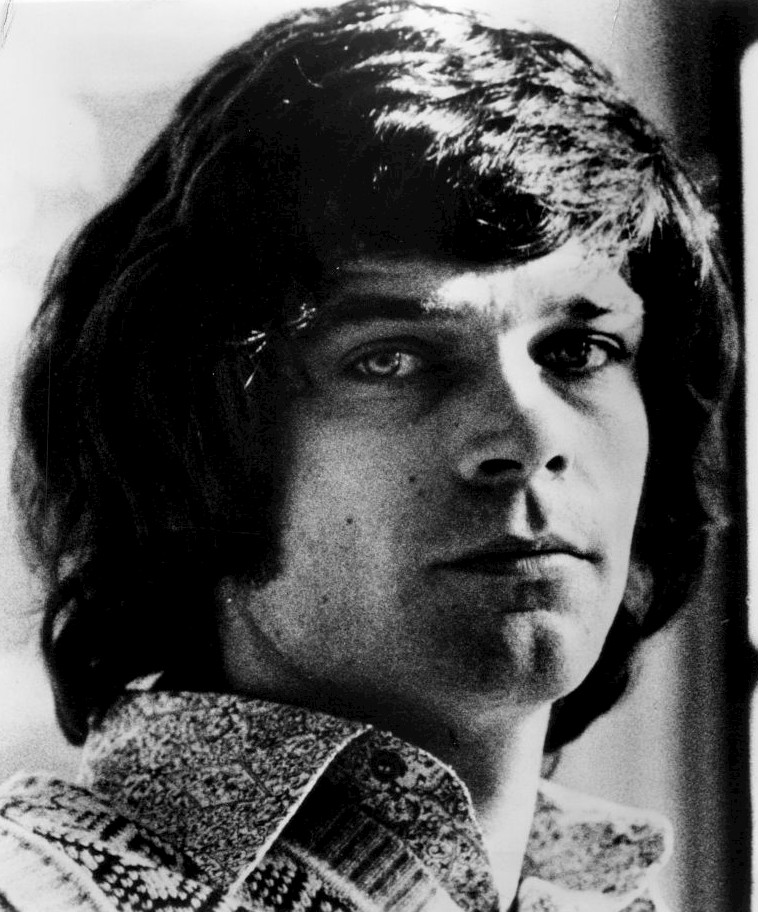
B. J. Thomas (1972), som 1970 hade en mindre hit med "I Just Can't Help Believin'".

Första spåret, "I Just Can't Help Believin'", är en av de fyra låtar på albumet som är inspelad live. Versionen på albumet är i detta fall densamma som den som förekommer i filmen Elvis – That's the Way It Is och den är inspelad i Las Vegas på International Hotel i dess "Showroom" vid Dinner Show den 11 augusti 1970. Låten skrevs av Barry Mann och Cynthia Weil, och den nådde sin största framgång med B. J. Thomas niondeplacering på Billboard 100-listan 1970. Elvis lyssnade på Thomas innan han gjorde sin cover på låten. Detta var en samtida sång som genom ett inspirerat framträdande gav ett verkligt nytillskott till Elvis konsertrepertoar, och blev till en Elvis-klassiker och en av hans bättre liveinspelningar.

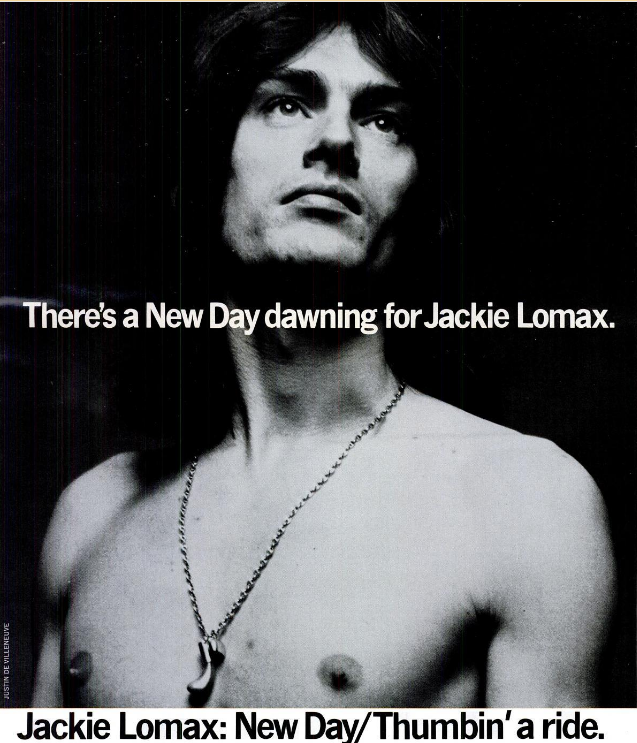
Jackie Lomax (1969) som ursprungligen spelat in "How the Web Was Woven" 1970.

"Twenty Days and Twenty Nights" var en ny dramatisk ballad av den amerikanske låtskrivaren Ben Weisman och den brittiske textförfattaren Clive Westlake. Elvis fick låten av Freddy Bienstock från "Hill and Range". På denna låt sjunger också Charlie Hodge stämsång tillsammans med Elvis. Det märks på denna originalinspelning av "Twenty Days and Twenty Nights" att Elvis 70-talsröst har tagit över. Den mer oslipade och råa rösten som han hade haft sedan tv-specialen 1968 hade ersatts av en mer polerad, kraftfull och fyllig röst som kunde åstadkomma ett starkare ljud. Ändå är Elvis rätt lågmäld i sitt framförande här. Det beskrivs som ett välgjort stycke samtida vuxenpop – en inte alltför överdrivet utsirad ballad med en ganska svår och fängslande melodisk slinga.
Elvis har ett lågmält framförande på nästa inspelning, "How the Web Was Woven", Den skrevs av britterna David Most och Clive Westlake – den senare hade skrivit texten också till "Twenty Days and Twenty Nights" – och låten hade ursprungligen spelats in och släppts av Jackie Lomax i februari 1970. Elvis valde att spela in "How the Web Was Woven" i ett något långsammare och mer högstämt tempo, i en sorgesam och bluesig ton där David Briggs pianoackompanjemang är framlyft. Han lät bli att följa Lomax mer livliga och rytmiska ackompanjemang som hade en anstrykning av reggae, och gjorde låten till ännu en stor ballad. "How the Web Was Woven" avviker från uppbyggnaden av exempelvis "I've Lost You", som har en stillsam vers med en storslagen refräng.
"Patch It Up" skrevs av Eddie Rabbitt som tidigare även författat "Kentucky Rain" åt Elvis. "Patch It Up" blev en av Elvis tyngsta rocklåtar under början av 1970-talet och också den enda rocklåten på albumet. Den utgjorde ett avbrott från Elvis fokus på ballader i övrigt. I studioversionen framförs låten med en drivande rytm där Norbert Putnams bas är i centrum, och författaren Mike Eder, som har specialiserat sig på 1950-, '60- och '70-talsmusik, anser att det svänger så pass om låten att det kompenserar för dess ytterst minimala text. Det var dock inte studioversionen som kom med på albumet, utan en liveversion inspelad vid Dinner Show den 12 augusti 1970 – samma version som också var med i dokumentärfilmen Elvis – That's the Way It Is. Den beskrivs som en tämligen hetsig låt, och den utgörs av inte så mycket mer än ett riff som upprepar sig med Elvis som räknar in den: one, two, three, four.
"Mary in the Morning" skrevs 1967 av Johnny Cymbal och Michael Rashkow. Al Martino hade haft en mindre hit med den, och den hade under de senaste åren blivit något av en standardcountrylåt. Elvis omarbetade låten genom att ändra versernas rytmiska flöde något för att göra dem mer naturliga. I jämförelse med ett antal stora ballader som Elvis spelade in under denna inspelningssession, är detta ett mer lågmält och stillsamt framförande. Musikaliskt sett är den en blandning av folkmusik och pop, där munspelet ger den en anstrykning av country. Det är en ballad med ett finstämt och samtida arrangemang, beskriven med en känsla av "Let It Be Me" över sig.

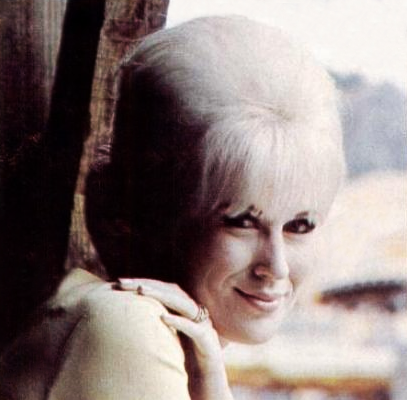
Dusty Springfield 1966, det år hon hade sin stora hit med "You Don't Have to Say You Love Me".

Det italienska bidraget till San Remo-festivalen 1965, "Io che non vivo (senza te)", hade fått en engelsk text av Vicki Wickham och Simon Napier-Bell och den brittiska sångerskan Dusty Springfield fick 1966 en stor hit med den med titeln "You Don't Have to Say You Love Me". Det var en låt som Elvis gillade och hade dragits till ända sedan Springfield gav ut den. Elvis drogs till det dramatiskt storslagna i den italienska musiken, och detta var en italiensk melodi med en bitterljuv engelsk text. Den hade något som tydligt berörde Elvis och han ville verkligen spela in den. Elvis drogs ofta till storslagna dramatiska ballader, och han var för första gången den kvällen mycket fokuserad när de gav sig i kast med låten. Han ansträngde sig för att åstadkomma ett så bra arrangemang som möjligt. Det blev en komplicerat arrangerad version – arrangerad för att utnyttja låtens fulla potential, med Elvis röst som framstår som både dramatisk och gripande, och låten framfördes i ett något högre tempo än Springfields version.

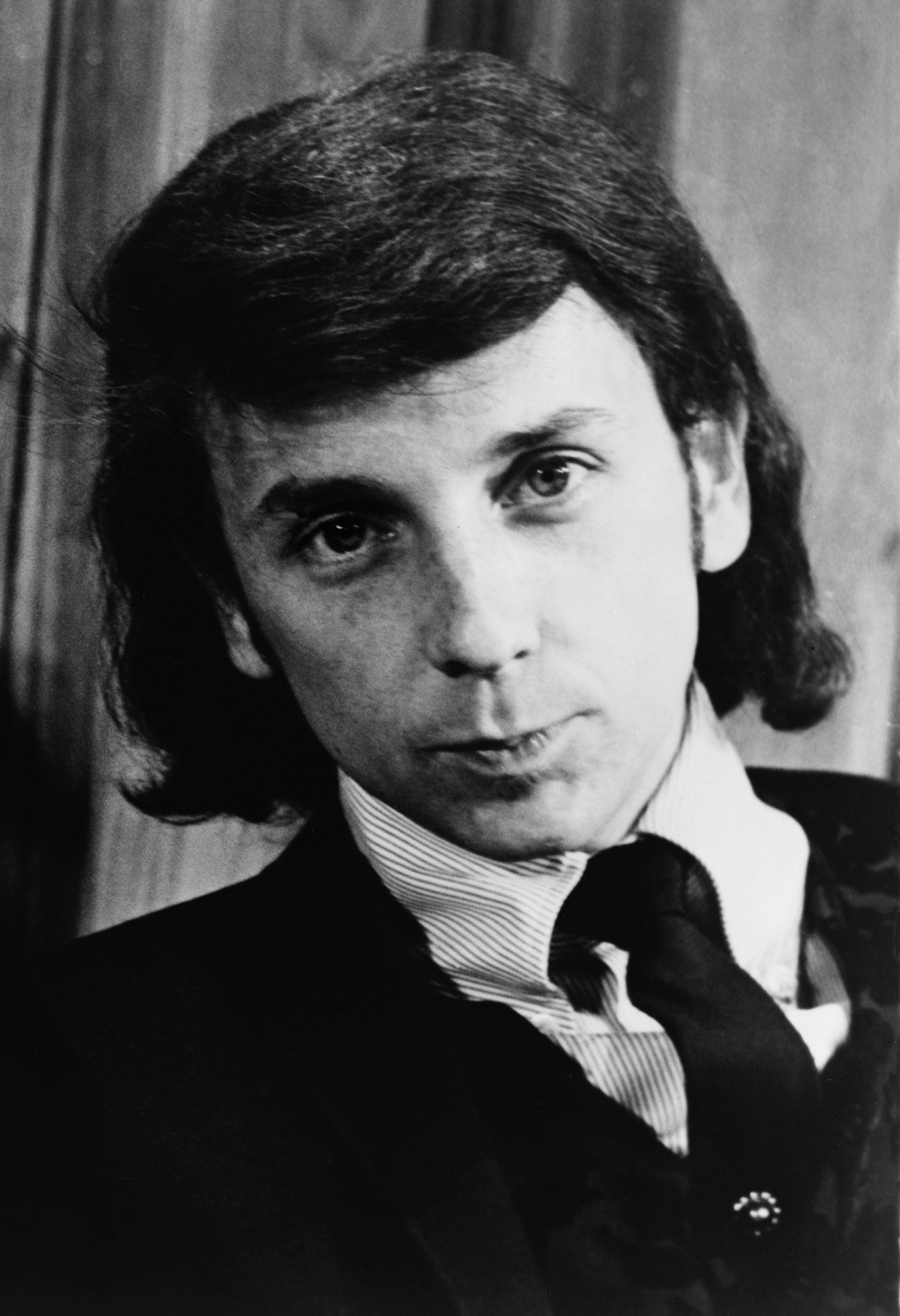
Phil Spector 1965, ett år efter att han varit med och skrivit "You've Lost That Lovin' Feelin'".

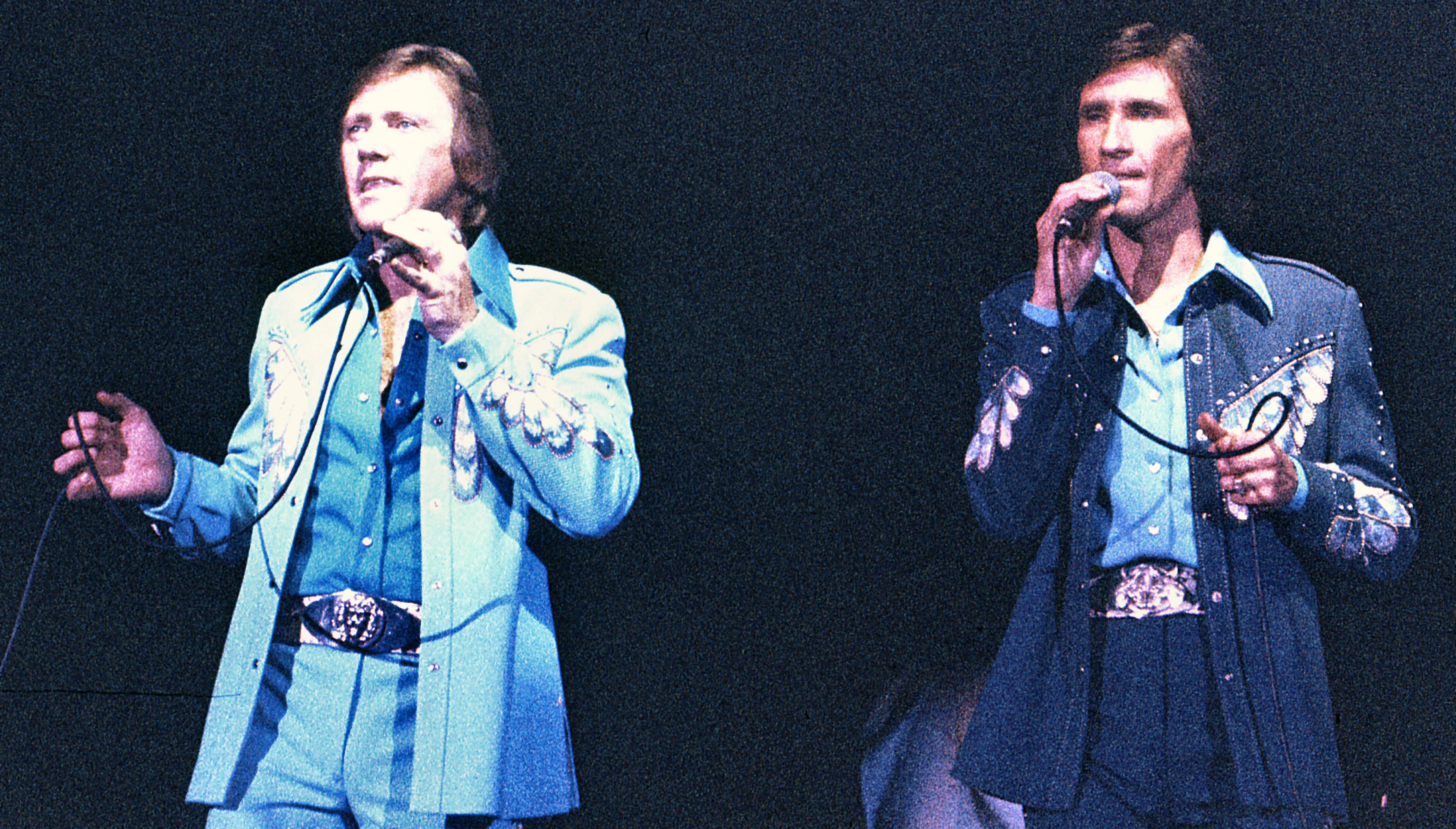
Bobby Hatfield och Bill Medley i The Righteous Brothers, som var först med att spela in "You've Lost That Lovin' Feelin'" 1964 – här under ett uppträdande på Knott's Berry Farm.

"You've Lost That Lovin' Feelin'" skrevs av Barry Mann, Cynthia Weil och Phil Spector och spelades ursprungligen in av The Righteous Brothers. Elvis spelade aldrig in denna låt i studio och versionen på albumet är följaktligen en liveversion. Den är från Midnight Show den 12 augusti 1970 (där den omtagning som Elvis gjorde av sista versen var bortredigerad på albumet). Musikaliskt är det inte så stor skillnad mellan Elvis version och Righteous Brothers', dock finns vissa skillnader. Medan Spector har arrangerat låten så att den inleds till Bill Medleys djupa basstämma, bygger Elvis version på en ödesmättad instrumental introduktion på bas av Jerry Scheff. När Elvis sedan börjar sjunga är hans röst tydligare och djupare än i Righteous Brothers tolkning. Där Spector väljer att upprepa avslutningen och därmed i praktiken starta låten på nytt innan den tonar ut, sänker Elvis tempot och ljudnivån och levererar ett slags doo-wop-gospel-refräng, innan hans band briserar i ett wall of sound-crescendo. Styrkan i Righteous Brothers-versionen låg i samspelet mellan två röster, en bas–baryton och en tenor, medan Elvis ensam fick täcka låtens hela omfång. I jämförelse med deras och Spectors version är känslan i Elvis framförande kraftfullare men med en mindre heltäckande och fullpackad ljudbild. Detta är ändå ett exempel på att Elvis kan ta en välkänd låt och göra den helt till sin egen, genom att förse den med ett bra arrangemang med inslag av gospel, som han älskade så mycket. I samband med "You've Lost That Lovin' Feelin'" uttryckte Elvis hustru Priscilla: "Hans röst hade blivit starkare, hans röstomfång hade vidgats, hans inre väsen hade mognat."
Nästa låt, "I've Lost You", skrevs av Ken Howard och Alan Blaikley och originalversionen hade spelats in och utan större framgång givits ut av den brittiske countryrock- och folkrock-musikern Ian Matthews 1969. Elvis spelade in "I've Lost You" i studio under den första inspelningsdagen den 4 juni i sju tagningar. "I've Lost You" återfinns dock i en liveversion på detta album, inspelad under Dinner Show den 11 augusti 1970. Ian Matthews version har en folkmusikkänsla över sig, men Elvis närmade sig inte låten på samma sätt. Den kom i stället att bli förebild för många av de stora ballader om förlorad kärlek som han skulle komma att spela in och framföra under 1970-talet. Även om liveversionen på detta album från den 11 augusti beskrivs som ett fint framträdande, försämras inspelningen av inledningen under vilken oboen kommer i otakt med resten av bandet, något som inte reparerades inför skivutgivningen. Liveversionen framförs i ett högre tempo än studioversionen, och i slutet av låten upprepar Elvis refrängen, om att försöka reparera förhållandet, på ett mantraliknande sätt.
"Just Pretend" skrevs av det brittiska låtskrivarparet Doug Flett och Guy Fletcher. Fletcher berättade att han skrev melodin så att den skulle passa Elvis röst, i alla de intervaller som Elvis gillade. Låten fick ett gospelinspirerat arrangemang via bland annat bakgrundssången, David Briggs pianospel och Charlie McCoys orgelspel. "Just Pretend" visar också kraften i Elvis röst, och det blev en kraftfull inspelning. Arrangemanget är dramatiskt, börjar lugnt och bygger till ett effektfullt klimax. "Just Pretend" blev snabbt en favorit hos fansen trots att den aldrig släpptes som singel i USA eller ens framfördes regelbundet på scen. "Stranger in the Crowd" är arrangerad med något av en latinamerikansk eller spansk anstrykning. Den är ett stycke samtida vuxenpop. Även här beskrivs sången som välbalanserad och sjungen med eftertanke, med Elvis som gör det mesta av den medryckande refrängen och ändå inte överanvänder sin kraft. Det blev trots det en kärnfull inspelning.
"The Next Step Is Love" är en av albumets originallåtar och skrevs av Paul Evans och Paul Parnes. Låten har ett arrangemang som, i likhet med det hos "Mary in the Morning", är i samklang med sin tid och finstämt. Till skillnad från de flesta Elvis-låtar från denna inspelningssession är detta ren pop – utan inslag av country, blues eller gospel. "The Next Step Is Love" är en välgjord melodi som framförs i ett medelhögt tempo. Produktionen med de pålagda blåsinstrumenten är tydligt influerad av Beatles-producenten George Martin. Texten är typisk för sin tid. Den är inte på något sätt psykedelisk, bara en aning sällsam och något överdriven, i stil med Penny Lane. Den förefaller vara influerad av Jimmy Webb och dennes "MacArthur Park": "Vi har ännu inte smakat glasyren på den tårta som vi har bakat med det förflutna." Allt detta gör den till en av de mest samtida inspelningar som Elvis gjorde under perioden. Den Beatlesliknande produktionen gör den också till den mest otypiska Elvisinspelningen under hela sessionen.

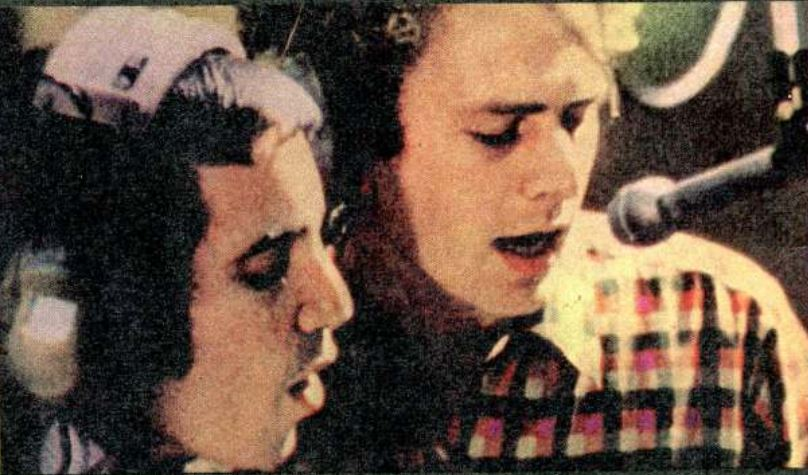
Simon and Garfunkel i november 1969 under den inspelningssession då man spelade in "Bridge Over Troubled Water".

Simon and Garfunkels version av "Bridge Over Troubled Waters" beskrivs såväl passionerad som mäktig, men samtidigt luftig, eterisk och sublim. I stället för att behålla det relativt dämpade, och återhållsamma i originalinspelningen, förändrade Elvis låten med hjälp av det musikaliska ackompanjemang som stod till hans förfogande till ett kraftfullt glansnummer som utan större svårigheter kunde överföras till ett scenframträdande. Simon and Garfunkels kvasi-gospel "Bridge Over Troubled Water" var ännu en stark låt som Elvis gav sitt yttersta på. Trots att "Bridge Over Troubled Water" på albumet är en studioinspelning, avslutas den med publikapplåder. Producenten Felton Jarvis lät lägga till en publikreaktion från en konsertinspelning för att ge intryck av att det är en liveinspelning, något som inte var ovanligt att göra vid denna tid. Detta har dock kritiserats. Kompositören och författaren Robert Matthew-Walker påpekar att den pålagda liveversionen i slutet av låten förändrar ljudbilden, eftersom den inte går i vare sig samma ton eller tempo som studioversionen. Han menar att Elvis "Presleys enastående sång, trots denna inblandning, inte överskuggas" utan att det "är en fantastisk version som glöder av uppriktighet och kraft och finner djup i låten som inte blottläggs av kompositörerna."

## Teman och texter

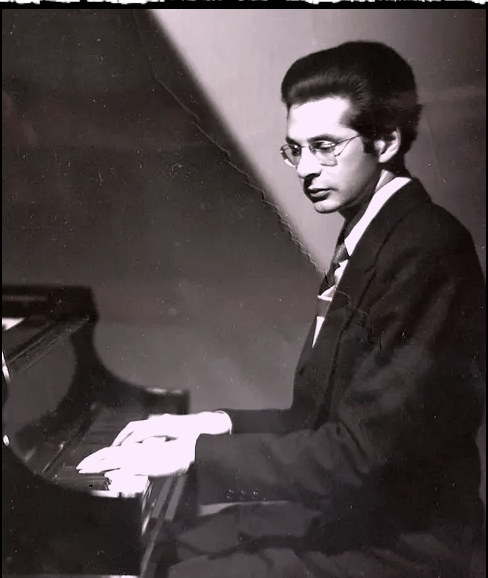
Ben Weisman (1921–2007) år 1945. Han skrev 57 låtar som Elvis spelade in, däribland "Twenty Days and Twenty Nights".

That's the Way It Is är i första hand ett album om kärlek, med sånger som fångar en av Elvis styrkor som en mer utvecklad sångare, nämligen hans förmåga att uttrycka kärlekens olika stämningar, däribland glädje, smärta, sorg och saknad.
Albumets första spår, "I Just Can't Help Believin'", är bara lätt omgjord i förhållande till Thomas version. Men medan hans version av låten var positiv och glad, bjöd Elvis på en lätt, stillsam version som gav den en känsla av intimitet och sensualitet, snarast en motsats till de ballader som Elvis sjöng med kraft och som skulle dominera hans 1970-talsinspelningar. "Twenty Days and Twenty Nights" är en berättelse som nästan har bibliska förtecken när den skildrar missriktad kärlek som Elvis beskriver med inlevelse. "How the Web Has Woven" är en låt som skildrar kärlekens mörkare sidor. Författaren till böcker om musik och film, Shane Brown, menar dock att metaforen i sångtexten om flugor i spindelnätet inte är särskilt romantisk. "Mary in the Morning" handlar om en mans intensiva kärlek till sin Mary, vilken han ser fram emot att få tillbringa resten av sitt liv tillsammans med.
Elvis tolkning av "You Don't Have to Say You Love Me" kan ha inspirerats av Arthur Prysocks version från 1967, där denne låter sången skildra tillvarons smärta. Det färdiga resultatet blev ett svulstigt framförande, där låten visar Elvis röststyrka, men också hur han samtidigt förmår att kombinera klagan med förlust och sorg i samband med att han är kuvad, sårad och bunden till sin käresta. I "You've Lost That Lovin' Feelin'" framstår Elvis som såväl stark som sårad. När han sjunger textraden om att ifall hon bara ville älska honom som hon brukade, skulle han gå ner på knä för henne, går han verkligen ner på knä samtidigt som han tillägger: "Om denna dräkt bara inte var så trång!" "I've Lost You" är en sorgesam ballad som handlar om slutet på ett förhållande. Elvis sjöng verserna med känslighet och angrep refrängen med glöd; uppenbarligen älskade han möjligheten att få visa sin nyfunna röststyrka och sjunga den tilltalande, medryckande melodin. "Just Pretend" är en kärlekslåt, och Elvis framförde den med styrka och innerlighet, något i stil med hans inspelning av "Without Love" vid Memphissessionen 1969. I "Stranger In the Crowd" sjunger Elvis för ovanlighetens skull snarare om kärlekens glädje än om sorgen över kärlekens förlust, något han på detta album bara gör ytterligare en gång i "The Next Step Is Love". Den senare ger också ett annat perspektiv på kärlekssången, eftersom den handlar om kärleken mellan ett ungt par i en komplicerad tillvaro, och glädjen av att inse att en vänskap har förvandlats till något mer.

## Utgivning och marknadsföring
That's the Way It Is släpptes den 11 november 1970 i USA. Samma dag som albumet släpptes hade dokumentärlångfilmen Elvis – That's the Way It Is – som visade Elvis Presleys framträdande i Las Vegas tre månader tidigare – premiär på biograferna. Totalt kom 17 låtar från live-showerna att visas i originalfilmen.

### Singlar
Den första singeln som släpptes från That's the Way It Is var "I've Lost You" tillsammans med "The Next Step Is Love" i juli 1970. Detta ansågs vara en kommersiellt mer framgångsrik inspelning än "Twenty Days and Twenty Nights", och Billboard förutspådde att låten skulle nå framgång. Dock nådde den bara plats 32 på den amerikanska Billboard Hot 100-listan, även om den nådde 18:e plats på konkurrerande Cashbox och fick en topp tio-placering i Storbritannien. "I've Lost You" kan ha varit en för ambitiös inspelning för den publik som den riktade sig till. Den sålde ändå nästan 750 000 exemplar men gjorde inte lika väl ifrån sig som den föregående singeln, "The Wonder of You".
"Patch It Up" utgavs som singel tillsammans med "You Don't Have to Say You Love Me" den 6 oktober 1970. Singeln nådde plats 11 på Billboard Hot 100-listan i USA och sålde i fler än 800 000 exemplar där, och blev den enskilt största hitten från albumet. "I Just Can't Help Believin'" släpptes som singel tillsammans med "How the Web Was Woven" i Europa 1971, dock inte i USA. I Storbritannien nådde den 6:e plats och i Sverige 3:e plats på Tio i topp i april 1972.

### Senare utgåvor

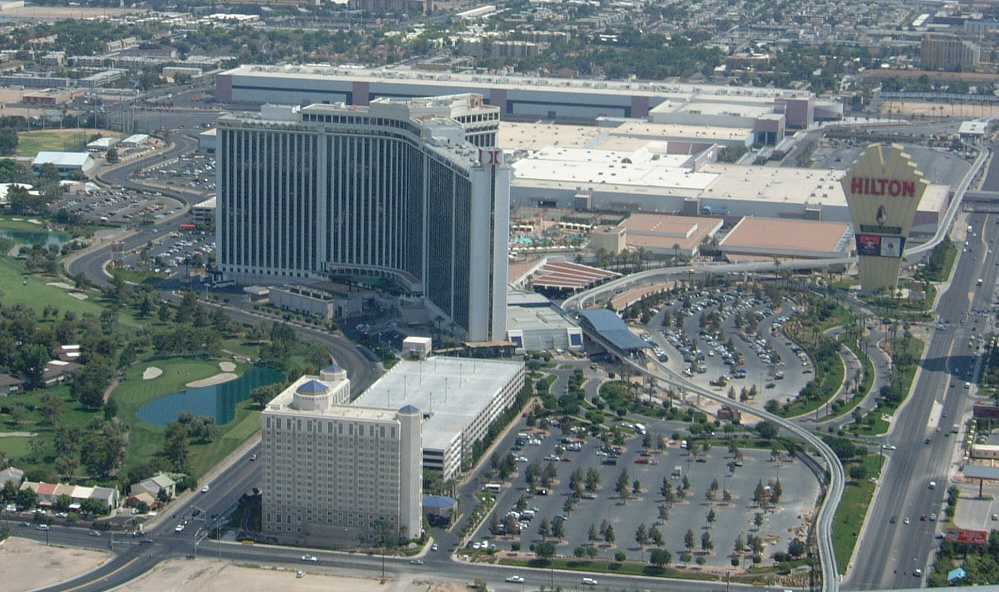
Las Vegas Hilton, som gick under namnet International Hotel när Elvis uppträdde där 1970.

Albumet That's the Way It Is har efter att det utkom 1970 följts av flera nya utgåvor med betydligt mer material. År 2000 utkom en "Special Edition" på tre cd:ar. På denna utgåva finns utöver låtarna från originalskivan också ytterligare ett antal låtar från inspelningssessionen i juni, hela midnattskonserten den 12 augusti på International Hotel i Las Vegas, och en cd med ytterligare ett antal liveframträdanden från andra dagar, samt låtar repeterade inför showen. Man får då höra Elvis bearbeta låtar som han ansåg kunde bli en del av Las Vegas-säsongen i augusti.
År 2008 utkom ytterligare en "Special Edition", denna gång på två cd:ar under samlaretiketten Follow That Dream (FTD). Den innehåller låtarna från originalskivan och därutöver alternativa tagningar – dels liveinspelningar från Las Vegas i augusti, dels (och framför allt) studioinspelningar från Nashville i juni. Fyra år senare, 2012, utkom ännu en FTD-utgåva av That's the Way It Is, denna gång en Special Edition på två LP. Den innehåller mestadels alternativa tagningar av de låtar som förekommer på originalskivan och därutöver ytterligare några låtar.
I augusti 2014 utkom en Deluxe Edition av That's the Way It Is med åtta cd:ar musik och två dvd:er med filmat material från dokumentärfilmen. Den första cd:n innehåller det ursprungliga albumet, de fyra låtar som släpptes på singel i USA och några alternativtagningar. Sex cd:ar innehåller alla de sex inspelade konserterna (10–13 augusti), och en cd tillägnas repetitionerna. Därutöver utkom ungefär samtidigt en bantad legacy-utgåva på två cd:ar med samma innehåll som cd 1 och cd 5 (Dinner Show den 12 augusti) på deluxe-utgåvan. Slutligen utkom en tredje FTD-utgåva år 2020 till 50-årsminnet av originalutgåvan 1970: That's the Way It Is (50th Anniversary Collector's Edition). Den var återigen på åtta cd:ar men denna gång bestod den enbart av material från repetitionerna – dels de som hölls i Los Angeles under andra halvan av juli, dels de som hölls i Las Vegas i början av augusti.

## Mottagande
Musikhistorikern John Robertson skrev i boken Elvis Presley: The Complete Guide to His Music att pondusen i Elvis Presleys "sång hjälpte till att dölja det faktum att albumet tog ett beslutsamt kliv bort från den amerikanska ursprungsgnistan i Memphis-sessionerna mot mer vuxenpopmusik". När Billboard recenserade albumet That's the Way It Is, skrev de att det var som om Elvis Presley befann sig i "samklang med sin tid", och musiktidningen förklarade att albumet skulle bli en "garanterad försäljningssuccé." Ändå var det albumet Elvis Country (I'm 10,000 Years Old), vilket utkom två månader efter That's the Way It Is, som fick de största hyllningarna, medan detta beröm ofta saknades i omdömena av That's the Way It Is. Detta trots att båda albumen spelades in vid samma junisession. Elvis trogna fans gladde sig över att hans musik hade utvecklats med tiden, medan de mindre hängivna verkade ha varit mer intresserade av den han hade varit på 1950-talet än den han var 1970. Det faktum att Elvis försökte låta som någon i sin egen ålder och som musiken lät omkring år 1970, passade inte rock'n'roll-puritanerna.
Flera rockkritiker på 1970-talet ville därför inte acceptera inriktningen på Elvis musikaliska utveckling, något som de också gav uttryck för i sina recensioner. Exempelvis lät Richard Meltzer, Rolling Stone, rikta en hätsk attack på albumet. Han förefaller ha upprörts över att Elvis anammat mer traditionellt låtmaterial och inte bara rock'n'roll. Därför skriver han att han "aldrig hade förväntat sig att finna [Elvis] med ansiktet nedåt i en kloak med en vinflaska i handen" och att "om de gör om Seven Brides for Seven Brothers kommer det att finnas en plats för Elvis i den att sjunga I Just Can't Help Believin'." Peter Guralnick menade i sin syn på That's the Way It is i Rolling Stone att det är möjligt att Elvis karriär havererar "under den ackumulerade vikten av sirapssöta ballader."
Shane Brown anser att den aversion som flera på den tiden hyste mot Elvis byte av stil och genre med tiden kom att förändras. Albumet kom då att bedömas på sina egna meriter och därmed betraktas "som ett av Elvis bästa album – och definitivt ett av hans mest sammanhållna." I en senare recension i samma tidning – det vill säga i Rolling Stone som tidigare hade publicerat Richard Meltzers sågning av albumet – skrev Tom Nawrocki:
| ” | Albumet utgörs av en ovanlig blandning av live- och studioinspelningar i anslutning till en stor Las Vegas-show; det är dessutom magnifikt. Med inspiration hämtad från den singer-songwriter-rörelse kring Kris Kristofferson som gjorde sitt intåg i Nashville i början av sjuttiotalet, kan That's the Way It Is vara Presleys mest vuxna samling av låtar. Kärleksaffärer avhandlas tillsammans med frågor om obetalda räkningar och om bebisar som gråter klockan sex på morgonen. | „ |

Stephen Cook skrev i sin recension i Allmusic av legacy-utgåvan från 2014 att "That's the Way It Is utgör oumbärlig lyssning för Elvis-fans, såväl för de inbitna som för de mindre hängivna".

## Försäljning
That's the Way It Is gick in på plats 63 på amerikanska albumlistan Billboard Top LP's den 12 december 1970. Den blev en av veckans bästsäljande nyutgivna album. Följande vecka klättrade albumet till plats 37. Efter fyra veckor på listan, den 2 januari 1971, nådde albumet plats 21 vilket blev dess högsta position och samtidigt den lägsta placeringen dittills för ett av hans studioalbum. På Billboards lista över countryalbum, Top Country Albums, nådde albumet åttondeplatsen. I Cash Box noterades albumet första gången den 5 december 1970 på plats 78. Den 29 januari 1971 nådde albumet plats 27 på tidningens albumlista vilket blev dess högsta position. That's the Way It Is sålde guld i USA med fler än en halv miljon exemplar fram till juni 1973, och med tiden även platina – en miljon exemplar. I Kanada noterades albumet för första gången den 26 december 1970 på landets albumlista sammansatt av musiktidningen RPM. Toppositionen på listan blev plats 22 där albumet låg i två osammanhängande veckor i januari 1971.

## Låtlistor

### Originalutgåvan 1970
| 1. | I Just Can't Help Believin' – live | Cynthia Weil, Barry Mann                                          | 11 augusti 1970 | 4:25 |
| 2. | Twenty Days and Twenty Nights      | Ben Weisman, Clive Westlake                                       | 4 juni 1970     | 3:15 |
| 3. | How the Web Was Woven              | Clive Westlake, David Most                                        | 5 juni 1970     | 3:25 |
| 4. | Patch It Up – live                 | Eddie Rabbitt, Rory Bourke                                        | 12 augusti 1970 | 3:51 |
| 5. | Mary in the Morning                | Johnny Cymbal, Michael Rashkow                                    | 6 juni 1970     | 4:10 |
| 6. | You Don't Have to Say You Love Me  | Vicki Wickham, Simon Napier-Bell, Pino Donaggio, Vito Pallavicini | 6 juni 1970     | 2:29 |

| 1.           | You've Lost That Lovin' Feelin' – live | Barry Mann, Cynthia Weil, Phil Spector | 12 augusti 1970 | 4:20  |
| 2.           | I've Lost You – live                   | Ken Howard, Alan Blaikley              | 11 augusti 1970 | 3:30  |
| 3.           | Just Pretend                           | Guy Fletcher, Doug Flett               | 6 juni 1970     | 4:02  |
| 4.           | Stranger in the Crowd                  | Winfield Scott                         | 6 juni 1970     | 3:46  |
| 5.           | The Next Step Is Love                  | Paul Evans, Paul Parnes                | 7 juni 1970     | 3:30  |
| 6.           | Bridge Over Troubled Water             | Paul Simon                             | 5 juni 1970     | 4:03  |
| Total längd: | Total längd:                           | Total längd:                           | Total längd:    | 44:46 |

### 2000 Special Edition
| 1.           | Spåren 1–12 är desamma som på originalutgåvan Bonus Tracks |                                           |                   | 44:46 |
| 13.          | Love Letters                                               | Edward Heyman, Victor Young               | 7 juni 1970       | 2:52  |
| 14.          | When I'm Over You                                          | Shirl Milete                              | 7 juni 1970       | 2:27  |
| 15.          | Something                                                  | George Harrison                           | 11 augusti 1970   | 3:41  |
| 16.          | I'll Never Know                                            | Ben Weisman, Sid Wayne, Fred Karger       | 5 juni 1970       | 2:24  |
| 17.          | Sylvia                                                     | Geoff Stephens, Les Reed                  | 8 juni 1970       | 3:18  |
| 18.          | Cindy, Cindy                                               | Dolores Fuller, Buddy Kaye, Scott Weisman | 4 juni 1970       | 2:31  |
| 19.          | Rags to Riches                                             | Richard Adler, Jerry Ross                 | 22 september 1970 | 1:53  |
| Total längd: | Total längd:                                               | Total längd:                              | Total längd:      | 63:52 |

| 1.           | That's All Right                               | Arthur Crudup                                              | 12 augusti 1970 | 2:32  |
| 2.           | Mystery Train / Tiger Man                      | Junior Parker / Joe Hill Louis, Sam Phillips               | 12 augusti 1970 | 3:43  |
| 3.           | Hound Dog                                      | Jerry Leiber, Mike Stoller                                 | 12 augusti 1970 | 2:47  |
| 4.           | Love Me Tender                                 | Vera Matson, Elvis Presley                                 | 12 augusti 1970 | 6:54  |
| 5.           | Just Pretend                                   | Guy Fletcher, Doug Flett                                   | 12 augusti 1970 | 4:12  |
| 6.           | Walk a Mile in My Shoes                        | Joe South                                                  | 12 augusti 1970 | 2:02  |
| 7.           | There Goes My Everything                       | Dallas Frazier                                             | 12 augusti 1970 | 4:11  |
| 8.           | Words                                          | Robin Gibb, Barry Gibb, Maurice Gibb                       | 12 augusti 1970 | 2:36  |
| 9.           | Sweet Caroline                                 | Neil Diamond                                               | 12 augusti 1970 | 2:56  |
| 10.          | You've Lost That Lovin' Feelin' (with reprise) | Barry Mann, Cynthia Weil, Phil Spector                     | 12 augusti 1970 | 6:29  |
| 11.          | Polk Salad Annie                               | Tony Joe White                                             | 12 augusti 1970 | 5:48  |
| 12.          | Heartbreak Hotel                               | Mae Axton, Tommy Durden, Elvis Presley                     | 12 augusti 1970 | 1:46  |
| 13.          | One Night                                      | Dave Bartholomew, Pearl King, Anita Steiman                | 12 augusti 1970 | 1:46  |
| 14.          | Blue Suede Shoes                               | Carl Perkins                                               | 12 augusti 1970 | 1:31  |
| 15.          | All Shook Up                                   | Otis Blackwell, Elvis Presley                              | 12 augusti 1970 | 2:01  |
| 16.          | Little Sister / Get Back                       | Doc Pomus, Mort Shuman / Lennon–McCartney                  | 12 augusti 1970 | 3:33  |
| 17.          | I Was the One                                  | Aaron Schroeder, Claude DeMetrius, Hal Blair, Bill Peppers | 12 augusti 1970 | 1:11  |
| 18.          | Love Me                                        | Jerry Leiber, Mike Stoller                                 | 12 augusti 1970 | 2:04  |
| 19.          | Are You Lonesome Tonight?                      | Lou Handman, Roy Turk                                      | 12 augusti 1970 | 1:58  |
| 20.          | Bridge Over Troubled Water                     | Paul Simon                                                 | 12 augusti 1970 | 4:29  |
| 21.          | Suspicious Minds                               | Mark James                                                 | 12 augusti 1970 | 6:06  |
| 22.          | Can't Help Falling in Love                     | George Weiss, Hugo Peretti, Luigi Creatore                 | 12 augusti 1970 | 2:08  |
| Total längd: | Total längd:                                   | Total längd:                                               | Total längd:    | 72:43 |

| 1.           | I Got a Woman                           | Ray Charles, Renald Richard                                       | 11 augusti 1970 | 3:16  |
| 2.           | I Can't Stop Loving You                 | Don Gibson                                                        | 10 augusti 1970 | 2:51  |
| 3.           | Twenty Days and Twenty Nights           | Ben Weisman, Clive Westlake                                       | 12 augusti 1970 | 4:02  |
| 4.           | The Next Step Is Love                   | Paul Evans, Paul Parnes                                           | 10 augusti 1970 | 3:31  |
| 5.           | You Don't Have to Say You Love Me       | Vicki Wickham, Simon Napier-Bell, Pino Donaggio, Vito Pallavicini | 10 augusti 1970 | 2:34  |
| 6.           | Stranger in the Crowd                   | Winfield Scott                                                    | 13 augusti 1970 | 3:59  |
| 7.           | Make the World Go Away                  | Hank Cochran                                                      | 13 augusti 1970 | 3:50  |
| 8.           | Don't Cry Daddy                         | Mac Davis                                                         | 13 augusti 1970 | 2:32  |
| 9.           | In the Ghetto                           | Mac Davis                                                         | 13 augusti 1970 | 2:44  |
| 10.          | Peter Gunn Theme (instrumental)         | Henry Mancini                                                     | 15 juli 1970    | 1:01  |
| 11.          | That's All Right                        | Arthur Crudup                                                     | 15 juli 1970    | 2:34  |
| 12.          | Cottonfields                            | Huddie Ledbetter                                                  | 15 juli 1970    | 1:24  |
| 13.          | Yesterday                               | Paul McCartney                                                    | 15 juli 1970    | 2:45  |
| 14.          | I Can't Stop Loving You                 | Don Gibson                                                        | 15 juli 1970    | 2:28  |
| 15.          | Such A Night                            | Lincoln Chase                                                     | 29 juli 1970    | 1:38  |
| 16.          | It's Now or Never                       | Eduardo di Capua, Aaron Schroeder, Wally Gold                     | 29 juli 1970    | 2:16  |
| 17.          | (Now and Then There's) A Fool Such as I | Bill Trader                                                       | 29 juli 1970    | 2:45  |
| 18.          | Little Sister / Get Back                | Doc Pomus, Mort Shuman / Lennon–McCartney                         | 29 juli 1970    | 6:07  |
| 19.          | I Washed My Hands in Muddy Water        | Joe Babcock                                                       | 24 juli 1970    | 4:21  |
| 20.          | Johnny B. Goode                         | Chuck Berry                                                       | 24 juli 1970    | 3:04  |
| 21.          | Mary in the Morning                     | Johnny Cymbal, Michael Rashkow                                    | 24 juli 1970    | 4:06  |
| 22.          | The Wonder Of You                       | Baker Knight                                                      | 24 juli 1970    | 3:16  |
| 23.          | Santa Claus Is Back In Town             | Jerry Leiber, Mike Stoller                                        | 4 augusti 1970  | 2:02  |
| 24.          | Farther Along                           | traditional – public domain                                       | 4 augusti 1970  | 1:20  |
| 25.          | Oh Happy Day                            | Edwin Hawkins                                                     | 7 augusti 1970  | 1:50  |
| Total längd: | Total längd:                            | Total längd:                                                      | Total längd:    | 72:16 |

### 2008 FTD 2 cd Special Edition
| 1.           | Spåren 1–12 är desamma som på originalutgåvan Bonus Tracks |                                           |                 | 46:19 |
| 13.          | Patch It Up – studio                                       | Eddie Rabbitt, Rory Bourke                | 9 juni 1970     | 3:24  |
| 14.          | I've Lost You – studio                                     | Ken Howard, Alan Blaikley                 | 4 juni 1970     | 3:31  |
| 15.          | Twenty Days and Twenty Nights – take 8                     | Ben Weisman, Clive Westlake               | 4 juni 1970     | 3:17  |
| 16.          | Bridge Over Troubled Water – live                          | Paul Simon                                | 11 augusti 1970 | 4:14  |
| 17.          | Little Sister / Get Back – live                            | Doc Pomus, Mort Shuman / Lennon–McCartney | 12 augusti 1970 | 3:10  |
| 18.          | Something – live                                           | George Harrison                           | 11 augusti 1970 | 3:37  |
| 19.          | Patch It Up – take 1                                       | Eddie Rabbitt, Rory Bourke                | 9 juni 1970     | 2:43  |
| 20.          | Patch It Up – takes 2–7                                    | Eddie Rabbitt, Rory Bourke                | 9 juni 1970     | 5:17  |
| 21.          | Patch It Up – take 9                                       | Eddie Rabbitt, Rory Bourke                | 9 juni 1970     | 3:16  |
| Total längd: | Total längd:                                               | Total längd:                              | Total längd:    | 78:48 |

| 1.           | Tiger Man – jam                                          | Joe Hill Louis, Sam Phillips                                      | 4 juni 1970   | 2:49  |
| 2.           | Twenty Days and Twenty Nights – rehearsal, takes 1–3     | Ben Weisman, Clive Westlake                                       | 4 juni 1970   | 4:33  |
| 3.           | I've Lost You – rehearsal, take 1                        | Ken Howard, Alan Blaikley                                         | 4 juni 1970   | 5:25  |
| 4.           | Bridge Over Troubled Water – take 1                      | Paul Simon                                                        | 5–6 juni 1970 | 5:01  |
| 5.           | You Don't Have to Say You Love Me – rehearsal, composite | Vicki Wickham, Simon Napier-Bell, Pino Donaggio, Vito Pallavicini | 6–7 juni 1970 | 2:44  |
| 6.           | The Next Step Is Love – rehearsal, takes 2, 3, 6         | Paul Evans, Paul Parnes                                           | 7–8 juni 1970 | 5:11  |
| 7.           | How the Web Was Woven – rehearsal, take 1                | Clive Westlake, David Most                                        | 5–6 juni 1970 | 4:55  |
| 8.           | Stranger in the Crowd – rehearsal, takes 1, 3– 5         | Winfield Scott                                                    | 6 juni 1970   | 4:52  |
| 9.           | Stranger in the Crowd – master take 9, rough mix         | Winfield Scott                                                    | 6 juni 1970   | 4:33  |
| 10.          | Mary in the Morning – takes 1–4                          | Johnny Cymbal, Michael Rashkow                                    | 6 juni 1970   | 7:45  |
| 11.          | You Don't Have to Say You Love Me – takes 1, 2           | Vicki Wickham, Simon Napier-Bell, Pino Donaggio, Vito Pallavicini | 6–7 juni 1970 | 3:12  |
| 12.          | Just Pretend – takes 1, 2                                | Guy Fletcher, Doug Flett                                          | 6–7 juni 1970 | 4:46  |
| 13.          | The Next Step Is Love – takes 7–10                       | Paul Evans, Paul Parnes                                           | 7–8 juni 1970 | 6:06  |
| 14.          | I've Lost You – takes 4–6                                | Ken Howard, Alan Blaikley                                         | 4 juni 1970   | 5:22  |
| 15.          | Bridge Over Troubled Water – takes 2, 5                  | Paul Simon                                                        | 5–6 juni 1970 | 5:40  |
| 16.          | Twenty Days and Twenty Nights – takes 5, 6               | Ben Weisman, Clive Westlake                                       | 4 juni 1970   | 2:18  |
| 17.          | Twenty Days and Twenty Nights – take 9 master, rough mix | Ben Weisman, Clive Westlake                                       | 4 juni 1970   | 3:35  |
| Total längd: | Total längd:                                             | Total längd:                                                      | Total längd:  | 78:47 |

### 2012 LP Special Edition
| 1. | I Just Can't Help Believin' – MGM rehearsal    | Cynthia Weil, Barry Mann                                          | 29 juli 1970    | 6:08 |
| 2. | Twenty Days and Twenty Nights – take 8         | Ben Weisman, Clive Westlake                                       | 4 juni 1970     | 3:16 |
| 3. | Patch It Up – live                             | Eddie Rabbitt, Rory Bourke                                        | 10 augusti 1970 | 3:49 |
| 4. | Mary in the Morning – take 4                   | Johnny Cymbal, Michael Rashkow                                    | 6 juni 1970     | 4:16 |
| 5. | You Don't Have to Say You Love Me – takes 1, 2 | Vicki Wickham, Simon Napier-Bell, Pino Donaggio, Vito Pallavicini | 6–7 juni 1970   | 3:12 |

| 1.           | You've Lost That Lovin' Feelin' – stage rehearsal | Barry Mann, Cynthia Weil, Phil Spector | 10 augusti 1970    | 4:18  |
| 2.           | I've Lost You – live                              | Ken Howard, Alan Blaikley              | 10 augusti 1970    | 3:16  |
| 3.           | Stranger in the Crowd – master take 9, rough mix  | Winfield Scott                         | 6 juni 1970        | 4:31  |
| 4.           | The Next Step Is Love – live                      | Paul Evans, Paul Parnes                | 10 augusti 1970    | 3:27  |
| 5.           | Bridge Over Troubled Water – live                 | Paul Simon                             | 11–13 augusti 1970 | 4:13  |
| Total längd: | Total längd:                                      | Total längd:                           | Total längd:       | 40:26 |

| 1. | Just Pretend – takes 1, 2             | Guy Fletcher, Doug Flett   | 6–7 juni 1970       | 4:46 |
| 2. | How the Web Was Woven – master        | Clive Westlake, David Most | 5–6 juni 1970       | 3:25 |
| 3. | Patch It Up – alternate master take 9 | Eddie Rabbitt, Rory Bourke | 9 juni 1970         | 3:14 |
| 4. | Sweet Caroline – live                 | Neil Diamond               | 10 augusti 1970, DS | 2:43 |
| 5. | Make the World Go Away – live         | Hank Cochran               | 13 augusti 1970, DS | 3:21 |
| 6. | The Wonder Of You – live              | Baker Knight               | 13 augusti 1970, DS | 2:39 |

| 1.           | Little Sister / Get Back – live     | Doc Pomus, Mort Shuman / Lennon–McCartney | 12 augusti 1970; MS | 3:09  |
| 2.           | Something – live                    | George Harrison                           | 10–12 augusti 1970  | 3:36  |
| 3.           | Patch It Up – take 1                | Eddie Rabbitt, Rory Bourke                | 9 juni 1970         | 2:42  |
| 4.           | The Next Step Is Love – takes 9, 10 | Paul Evans, Paul Parnes                   | 7–8 juni 1970       | 4:55  |
| 5.           | I've Lost You – takes 4–6           | Ken Howard, Alan Blaikley                 | 4 juni 1970         | 4:55  |
| Total längd: | Total längd:                        | Total längd:                              | Total längd:        | 39:25 |

### 2014 8 cd Deluxe Edition (plus 2 dvd filmat material)
| 1.           | Spåren 1–12 är desamma som på originalutgåvan, och cd 1 är densamma som cd 1 på 2014 2 cd Legacy Edition. The Original Singles |                                                                   |               | 46:15 |
| 13.          | I've Lost You (Single Version)                                                                                                 | Ken Howard, Alan Blaikley                                         | 4 juni 1970   | 3:35  |
| 14.          | The Next Step Is Love (Single Version)                                                                                         | Paul Evans, Paul Parnes                                           | 7 juni 1970   | 3:34  |
| 15.          | You Don't Have to Say You Love Me (Single Version)                                                                             | Vicki Wickham, Simon Napier-Bell, Pino Donaggio, Vito Pallavicini | 6–7 juni 1970 | 2:33  |
| 16.          | Patch It Up (Single Version) The Outtakes                                                                                      | Eddie Rabbitt, Rory Bourke                                        | 9 juni 1970   | 3:13  |
| 17.          | How the Web Was Woven – take 1                                                                                                 | Clive Westlake, David Most                                        | 5–6 juni 1970 | 4:26  |
| 18.          | I've Lost You – take 1 | Ken Howard, Alan Blaikley                                         | 4 juni 1970   | 4:33  |
| 19.          | You Don't Have to Say You Love Me – take 2                                                                                     | Vicki Wickham, Simon Napier-Bell, Pino Donaggio, Vito Pallavicini | 6–7 juni 1970 | 2:55  |
| 20.          | Patch It Up – take 1 | Eddie Rabbitt, Rory Bourke                                        | 9 juni 1970   | 2:43  |
| 21.          | Bridge Over Troubled Water – take 1                                                                                            | Paul Simon                                                        | Live          | 5:31  |
| Total längd: | Total längd: | Total längd:                                                      | Total längd:  | 79:18 |

| 1. | Hela showen – 17 spår |  | 10 augusti 1970 | 59:34 |

| 1. | Hela showen – 16 spår |  | 11 augusti 1970 | 66:17 |

| 1. | Hela showen – 21 spår |  | 11–12 augusti 1970 | 65:42 |

| 1. | Hela showen – 17 spår. Samma innehåll som cd 2 på 2014 2 cd Legacy Edition. |  | 12 augusti 1970 | 69:21 |

| 1. | Hela showen – 22 spår, samma som cd 2 på 2000 Special Edition. |  | 12–13 augusti 1970 | 77:16 |

| 1. | Hela showen – 21 spår |  | 13 augusti 1970 | 67:28 |

| 1.           | Allá en el Rancho Grande                | Silvano Ramos, Emilio D. Uranga, J. Del Moral, Bartley Costello | 15 juli 1970   | 2:03  |
| 2.           | Ghost Riders in the Sky                 | Stan Jones                                                      | 15 juli 1970   | 2:37  |
| 3.           | Cotton Fields                           | Leadbelly                                                       | 15 juli 1970   | 1:23  |
| 4.           | Froggy Went A-Courtin'                  | traditional                                                     | 29 juli 1970   | 2:38  |
| 5.           | Baby Let's Play House                   | Arthur Gunter                                                   | 29 juli 1970   | 1:10  |
| 6.           | I Was the One                           | Aaron Schroeder, Bill Peppers, Claude Demetrius, Hal Blair      | 29 juli 1970   | 1:00  |
| 7.           | Money Honey                             | Jesse Stone                                                     | 29 juli 1970   | 1:24  |
| 8.           | Don't                                   | Jerry Leiber, Mike Stoller                                      | 29 juli 1970   | 1:54  |
| 9.           | (Now And Then There's) A Fool Such As I | Bill Trader                                                     | 29 juli 1970   | 2:46  |
| 10.          | Such a Night                            | Lincoln Chase                                                   | 29 juli 1970   | 1:38  |
| 11.          | It's Now or Never                       | Wally Gold, Aaron Schroeder                                     | 29 juli 1970   | 2:16  |
| 12.          | What'd I Say                            | Ray Charles                                                     | 29 juli 1970   | 4:46  |
| 13.          | Yesterday                               | Paul McCartney                                                  | 15 juli 1970   | 2:50  |
| 14.          | Little Sister / Get Back                | Doc Pomus, Mort Shuman / Lennon–McCartney                       | 29 juli 1970   | 5:49  |
| 15.          | Don't It Make You Wanna Go Home         | Joe South                                                       | 29 juli 1970   | 0:15  |
| 16.          | I Washed My Hands in Muddy Water        | Joe Babcock                                                     | 29 juli 1970   | 4:16  |
| 17.          | Stranger in My Own Home Town            | Percy Mayfield                                                  | 24 juli 1970   | 4:37  |
| 18.          | Farther Along                           | traditional – public domain                                     | 4 augusti 1970 | 1:19  |
| 19.          | Santa Claus Is Back in Town             | Jerry Leiber, Mike Stoller                                      | 4 augusti 1970 | 2:01  |
| 20.          | Oh Happy Day                            | Edwin Hawkins                                                   | 7 augusti 1970 | 1:50  |
| Total längd: | Total längd:                            | Total längd:                                                    | Total längd:   | 48:32 |

### 2014 2 cd Legacy Edition
| 1. | Samma innehåll som cd 1 på 2014, 8 cd Deluxe Edition. |  |  | 79:10 |

| 1.           | That's All Right                  | Arthur Crudup                                                     | 12 augusti 1970 | 3:51  |
| 2.           | I Got a Woman                     | Ray Charles, Renald Richard                                       | 12 augusti 1970 | 2:47  |
| 3.           | Hound Dog                         | Jerry Leiber, Mike Stoller                                        | 12 augusti 1970 | 5:00  |
| 4.           | Heartbreak Hotel                  | Mae Axton, Tommy Durden, Elvis Presley                            | 12 augusti 1970 | 2:18  |
| 5.           | Love Me Tender                    | Vera Matson, Elvis Presley                                        | 12 augusti 1970 | 4:04  |
| 6.           | I've Lost You                     | Ken Howard, Alan Blaikley                                         | 12 augusti 1970 | 4:11  |
| 7.           | I Just Can't Help Believin'       | Cynthia Weil, Barry Mann                                          | 12 augusti 1970 | 4:00  |
| 8.           | Patch It Up                       | Eddie Rabbitt, Rory Bourke                                        | 12 augusti 1970 | 5:43  |
| 9.           | Twenty Days and Twenty Nights     | Ben Weisman, Clive Westlake                                       | 12 augusti 1970 | 4:36  |
| 10.          | You've Lost That Lovin' Feelin'   | Barry Mann, Cynthia Weil, Phil Spector                            | 12 augusti 1970 | 4:03  |
| 11.          | Polk Salad Annie                  | Tony Joe White                                                    | 12 augusti 1970 | 6:55  |
| 12.          | Introductions                     |                                                                   | 12 augusti 1970 | 5:16  |
| 13.          | Blue Suede Shoes                  | Carl Perkins                                                      | 12 augusti 1970 | 0:54  |
| 14.          | You Don't Have to Say You Love Me | Vicki Wickham, Simon Napier-Bell, Pino Donaggio, Vito Pallavicini | 12 augusti 1970 | 2:18  |
| 15.          | Bridge Over Troubled Water        | Paul Simon                                                        | 12 augusti 1970 | 4:41  |
| 16.          | Suspicious Minds                  | Mark James                                                        | 12 augusti 1970 | 6:42  |
| 17.          | Can't Help Falling in Love        | George Weiss, Hugo Peretti, Luigi Creatore                        | 12 augusti 1970 | 2:02  |
| Total längd: | Total längd:                      | Total längd:                                                      | Total längd:    | 69:21 |

### 2020 FTD 8 cd 50th Anniversary Collector's Edition
| 1. | 20 spår |  | 14–15 juli 1970 | 58:20 |

| 1. | 18 spår |  | 15 juli 1970 | 59:30 |

| 1. | 18 spår |  | 24 juli 1970 | 70:34 |

| 1. | 12 spår |  | 24 juli 1970 | 60:16 |

| 1. | 24 spår |  | 29 juli 1970 | 78:41 |

| 1. | 13 spår |  | 4 augusti 1970 | 41:18 |

| 1. | 11 spår |  | 7 augusti 1970 | 38:22 |

| 1. | 12 spår |  | 10 augusti 1970 | 41:09 |

## Medverkande
Studioinspelningarna 4–9 juni 1970

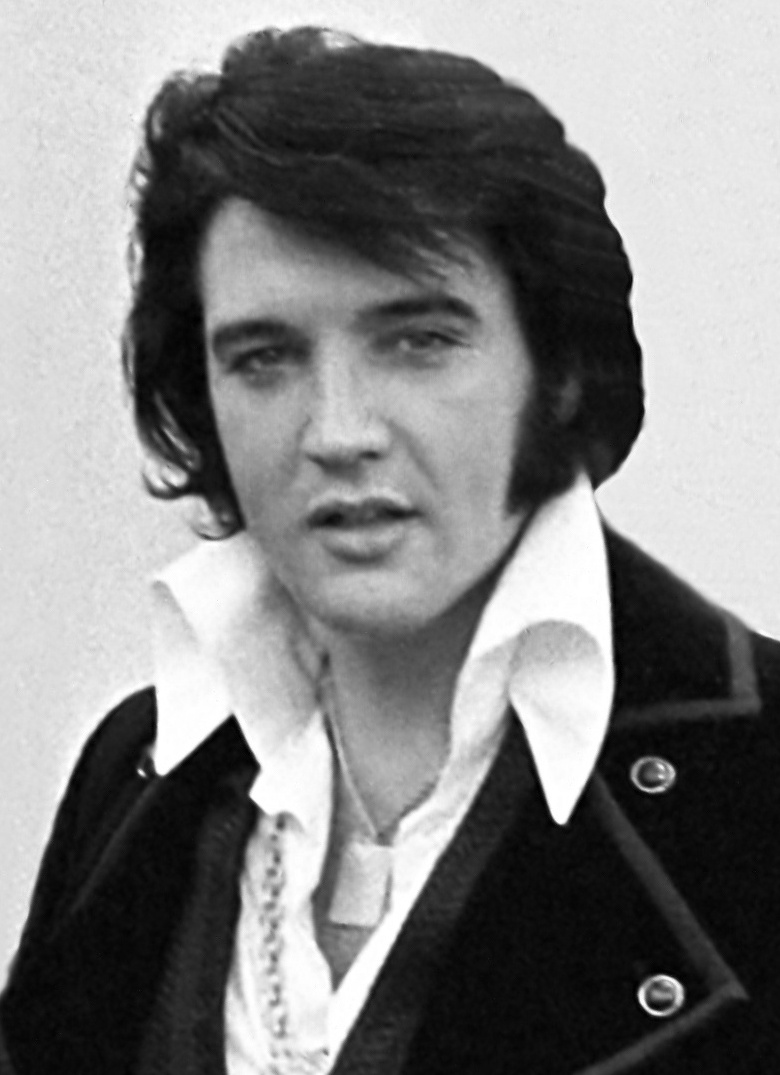
Elvis Presley i december 1970.

- Elvis Presley – sång, gitarr – 23/6 ny sång och pålägg av stämsång på "Bridge Over Troubled Water"[88]
- James Burton – sologitarr
- Chip Young – kompgitarr
- Charlie Hodge – akustisk kompgitarr, stämsång på "Twenty Days and Twenty Nights", "Bridge Over Troubled Water" och "Patch It Up"
- David Briggs – piano
- Norbert Putnam – bas
- Jerry Carrigan – trummor – senare pålägg slagverk[166]
- Charlie McCoy – orgel, munspel; marimba på "Just Pretend", "Twenty Days and Twenty Nights" och “Bridge Over Troubled Water” – senare pålägg trumpet[166]
- Felton Jarvis – producent
- Al Pachucki – ljudtekniker

Senare pålägg
- Millie Kirkham – bakgrundssång[167]
- Temple Riser, Mary "Jeanie" Greene, Mary Holladay, Ginger Holladay – bakgrundssång[167]
- The Imperials: Terry Blackwood, Roger Wiles, Jimmie Murray, Armond Morales – bakgrundssång[168]
- The Nashville Edition: Dolores Edgin, Carol Montgomery, June Page, Winnifred Brest – bakgrundssång[168]
- Bergen White, Gene "Cam" Mullins,[88] Norbert Putnam, David Briggs – arrangörer[169][64]

Liveinspelningarna 11–12 augusti 1970
- Elvis Presley – sång, gitarr
- James Burton – sologitarr
- John Wilkinson – kompgitarr
- Charlie Hodge – stämsång, akustisk kompgitarr
- Glen D. Hardin – piano
- Jerry Scheff – bas
- Ronnie Tutt – trummor
- Millie Kirkham – sopransång
- The Sweet Inspirations – bakgrundssång
- The Imperials – bakgrundssång
- The Joe Guercio Orchestra

## Topplistor
| Lista (1971)                       | Högsta position |
| Kanada RPM Top 100 Albums          | 22              |
| Norge (Album Top 40 Chart)         | 18              |
| Storbritannien (UK Albums Chart)   | 12              |
| USA Billboard 200                  | 21              |
| USA Top Country Albums (Billboard) | 8               |
| USA Cash Box Top 100 Albums        | 27              |

| Lista (2000)                  | Högsta position |
| Nederländerna (Album Top 100) | 87              |

| Lista (2014)                    | Högsta position |
| Belgien (Ultratop 50 Flandern)  | 61              |
| Belgien (Ultratop 50 Wallonien) | 90              |
| Schweiz (Schweizer Hitparade)   | 97              |
| Tyskland (Offizielle Top 100)   | 39              |

| Lista (1971)                       | Högsta position |
| USA Top Country Albums (Billboard) | 41              |

## Certifikat
| Område     | Certifiering | Försäljning |
| USA (RIAA) | platina      | 1 000       |

| Område               | Certifiering | Försäljning |
| Storbritannien (BPI) | guld         | 100 000     |